# Servette FC
Der Servette Football Club Genève 1890, kurz Servette FC oder nur Servette, auch bekannt als Servette Genf, ist ein Fussballclub aus dem gleichnamigen Quartier La Servette aus Genf. Der 1890 gegründete Sportclub spielte anfänglich Rugby; um die Jahrhundertwende wechselte der Verein zum Assoziationsfussball. Servette gewann hinter dem Rekordmeister Grasshoppers und dem FC Basel am drittmeisten Schweizer Meisterschaften. Das Team wird aufgrund des granatroten Dress auch Grenats genannt. Der Verein spielt in der Saison 2024/25 in der erstklassigen Super League und trägt seine Heimspiele im Stade de Genève in Lancy aus.

## Vereinsstruktur
Besitzerin des Servette FC ist die Fondation 1890, die eine dominante Stellung beim Profisport im Kanton Genf einnimmt. Neben dem Fussballverein gehören dieser gemeinnützigen Stiftung auch der Eishockeyverein Genève-Servette HC und der Rugbyverein Servette RC; ebenso unterstützt sie das Frauenfussballteam Servette FC Chênois Féminin. Diese enge Verflechtung ermöglicht vielfältige Synergien. Die Finanzierung der Fondation 1890 erfolgt vollständig über die nach Hans Wilsdorf benannte Fondation Hans Wilsdorf, die in Verbindung mit dem in Genf ansäissigen Uhrenkonzern Rolex steht.

## Geschichte

### Gründung 1890

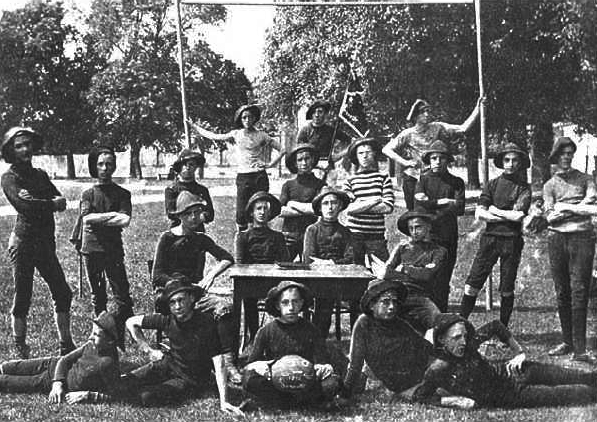
Servette FC 1892

Der Football Club de la Servette wurde am 20. März 1890 gegründet, als ein junger Brite von seinem Vater, der gerade von einer Reise aus England zurückgekommen war, einen ovalen Ball bekam und eine Mannschaft gründen wollte. Gespielt wurde nun Fussball-Rugby auf dem Terrain Pré Wendt. Servette war indes nicht der erste Verein, der in Genf gegründet wurde. Einige internationale Institute hatten im Jahr 1869 bereits Football gespielt.
Die Spieler mussten nachher zuerst auf das Terrain Prairie zügeln (umziehen). Die Mitgliederzahl stieg stetig an, und man bekam die offizielle Genehmigung, auf den Plainpalais umzuziehen. Trotzdem mussten sie dort wegen der nationalen Ausstellung zwei Jahre aussetzen. Da Servette immer noch Rugby spielte und nicht auf den Fussball umgestellt hatte, war man auch nicht dabei, als der Schweizerische Fussballverband (SFV) am 7. April 1895 gegründet wurde. Nur durch den guten Zusammenhalt der Mitglieder konnte der Verein überleben. Bei der Wiederaufnahme des Clubs im Jahre 1898 wurde es immer schwieriger, Rugby-Gegner in der Schweiz zu finden, weshalb er sich immer mehr Richtung Frankreich orientieren musste. Der damalige Servette-Captain, Déjerine, ist grösstenteils für die Gründung der Fussballabteilung verantwortlich; er spielte neben Rugby bereits auch Fussball. Bevor Servette im Jahr 1899 die Sektion Fussball gründete, konnte der Club noch vor 3000 Zuschauern gegen das grosse Olympique Lyon spielen. Das erste Fussballspiel bestritt Servette am 3. Dezember 1899 gegen den FC Excelsior Zürich und konnte dieses gleich mit 2:1 gewinnen. Im Jahr 1900 gewann der Servette FC auch das zweite Spiel gegen den FC Excelsior mit 2:0. Im selben Jahr gewann Servette den durch Captain Déjerine ins Leben gerufenen Sonntags-Cup gegen den FC Neuenburg, nachdem man bereits Aigle 17:0 und den FC Genève 2:0 hatte schlagen können. Der Fussball hatte sofort einen grossen Erfolg in der Calvinstadt, und so wurde Servette im Jahr 1900 Mitglied des SFV. Im gleichen Jahr wurden auch der FC Fire Flies Zürich und der FC Baden in den SFV aufgenommen. Servette musste erneut umziehen, diesmal auf das Areal des Tennis-Clubs Pré Cayla. Pré Cayla wurde später zum Parc des Sports. Der Parc des Sports – mit einer Tribüne für die Damen und die Mitglieder des Komitees – wurde am 31. März 1901 anlässlich eines Rugby-Spiels eingeweiht. Dieses Stadion befand sich am Ort des späteren Stade des Charmilles.

### 1900–1920
| Saison  | Platz | Liga           |  |
| ------- | ----- | -------------- |  |
| 1900/01 | 3/4   | Serie A (West) |  |
| 1901/02 | 2/4   | Serie A (West) |  |
| 1902/03 | 4/4   | Serie A (West) |  |
| 1903/04 | 3/16  | Serie A        |  |
| 1904/05 | 3/5   | Serie A (West) |  |
| 1905/06 | 2/15  | Serie A        |  |
| 1906/07 | 1/16  | Serie A        |  |
| 1907/08 | 2/7   | Serie A (West) |  |
| 1908/09 | 4/7   | Serie A (West) |  |
| 1909/10 | 2/19  | Serie A        |  |
| 1910/11 | 3/21  | Serie A        |  |
| 1911/12 | 3/23  | Serie A        |  |
| 1912/13 | 2/7   | Serie A (West) |  |
| 1913/14 | 3/7   | Serie A (West) |  |
| 1914/15 | 2/16  | Serie A        |  |
| 1915/16 | 2/6   | Serie A (West) |  |
| 1916/17 | 3/8   | Serie A (West) |  |
| 1917/18 | 1/23  | Serie A        |  |
| 1918/19 | 2/24  | Serie A        |  |
| 1919/20 | 2/24  | Serie A        |  |
|         |       |                |  |

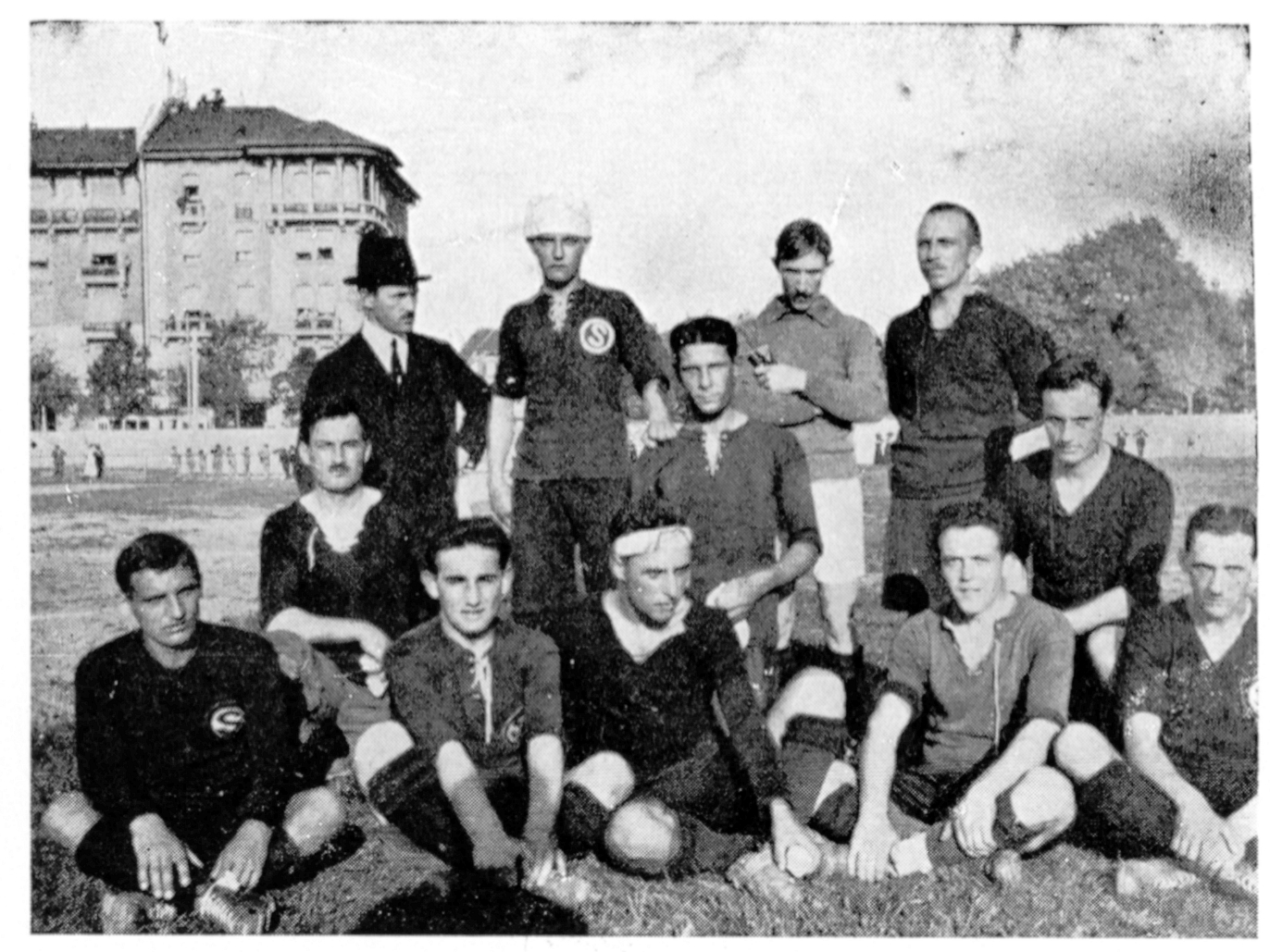
Meisterteam Servette FC 1917/18

Nach der Eröffnung des Parc des Sports ging es mit Servette stetig aufwärts. Im Jahr 1902 hatte Servette bereits über 100 Mitglieder. Im selben Jahr wurde auch die erste Tribüne gebaut, welche aber den Damen und dem Vorstand vorbehalten blieb. Im Jahr 1902 bestritt Servette zudem auch sein erstes internationales Fussballspiel, gegen Racing-Club Paris spielte man 2:2. Die Schweizer Meisterschaft war zu dieser Zeit noch in drei Gruppen aufgeteilt. Servette gewann im Jahr 1904 zum ersten Mal die Westschweizer Gruppe und qualifizierte sich für die Finalspiele. Auch im Jahr 1905 konnte man diese erreichen, sich aber erneut nicht durchsetzen.
Im Jahr 1907 qualifizierte man sich erneut für die Finalspiele, die auch der FC Basel als Sieger der Gruppe Zentral und die Young Fellows Zürich für die Gruppe Ostschweiz erreichten. Nach einem 5:2-Sieg über den FC Basel und einem 1:0-Sieg nach Verlängerung gegen die Young Fellows Zürich war der erste Meistertitel des Servette FC Realität.
Ab dem Jahr 1908 wurde nur noch in zwei Gruppen gespielt. Am Ende der Saison stand Servette mit gleicher Punktzahl da wie die Young Boys aus Bern. Das Barragespiel verloren die Genfer aber und konnten somit ihren ersten Meistertitel nicht verteidigen. Das Stadion wurde im Jahr 1908 auf 200 Sitzplätze erweitert. Im selben Jahr fand auch das erste Länderspiel im Parc des Sports statt. Die Schweiz (mit Servette-Goalie Dreyfuss) verlor gegen Frankreich mit 1:2.
Im Jahr 1912 erklärte Aimé Schwob, der zwölf Jahre Präsident von Servette war, sich nicht mehr für eine Wiederwahl zur Verfügung zu stellen. Bis zur Mobilmachung wegen des Ersten Weltkriegs konnte Servette noch dreimal seine Gruppe gewinnen, aber keinen Meistertitel holen. Der Erste Weltkrieg bedeutete das Ende für die Rugbyabteilung von Servette, welche nicht ins Ausland reisen konnte und keine Gegner in der Schweiz fand. Zudem wurde der Fussball immer beliebter.
Unter dem neuen Präsidenten, Gabriel Bonnet, wurde Servette zum Mass der Dinge im Schweizer Fussball. Insgesamt vier Meistertitel (1918, 1922, 1925 und 1926) schmücken seine Amtszeit bei Servette. Gabriel Bonnet wurde im Jahr 1923 zum Vizepräsidenten der FIFA ernannt. Er war es dann auch, der im Jahr 1927 dem Exekutivkomitee der FIFA den Vorschlag einer Fussball-Weltmeisterschaft unterbreitete, die im selben Intervall wie die Olympischen Spiele ausgetragen werden sollte. Im Jahr 1930 fand dann die erste Fussball-Weltmeisterschaft in Uruguay statt.

### 1921–1928
| Saison  | Platz | Liga           |  |
| ------- | ----- | -------------- |  |
| 1920/21 | 3/24  | Serie A        |  |
| 1921/22 | 1/24  | Serie A        |  |
| 1922/23 | 3/24  | Serie A        |  |
| 1923/24 | 3/27  | Serie A        |  |
| 1924/25 | 1/27  | Serie A        |  |
| 1925/26 | 1/27  | Serie A        |  |
| 1926/27 | 2/9   | Serie A (West) |  |
| 1927/28 | 2/9   | Serie A (West) |  |
|         |       |                |  |

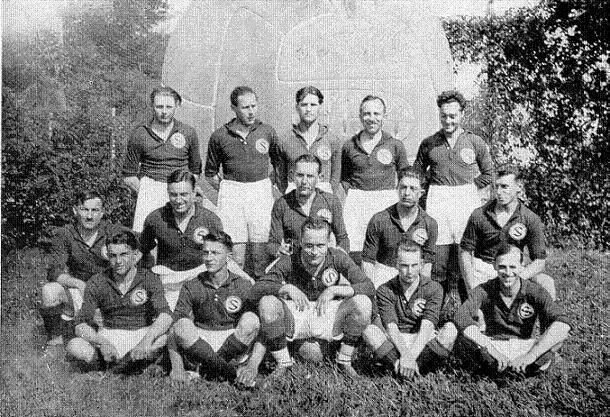
Meisterteam Servette FC 1924/25

Teddy Duckworth, der einst Spieler bei Servette war, kehrte im Jahr 1921 zu Servette zurück. Aufgrund einer Knieverletzung musste er seine Karriere als Spieler beenden und wurde Trainer von Servette. Bereits in seinem ersten Jahr als Trainer holte Servette den dritten Meistertitel der Vereinsgeschichte. In den Finalspielen schlug Servette am 28. Mai 1922 den FC Blue Stars Zürich mit 1:0, und am 25. Juni 1922 konnte man auch den FC Luzern 2:0 bezwingen. 1923 und 1924 wurde Servette Gruppensieger der Westschweizer Gruppe. Im Jahr 1923 wurden aber keine nationalen Finalspiele ausgetragen, und im Jahr 1924 unterlag man in der Finalrunde in beiden Spielen gegen Nordstern und Zürich.
Zahlreiche Servette-Spieler nahmen für die Schweiz an den Olympischen Spielen 1924 in Paris teil, wo Teddy Duckworth auch als Trainer der Schweizer Fussballnationalmannschaft fungierte. Das Team musste sich erst im Final gegen Uruguay mit 0:3 geschlagen geben und war damit die beste europäische Mannschaft.
Mit Servette musste Duckworth bis ins Jahr 1925 warten, ehe er einen weiteren Meistertitel feiern konnte. Nach einem Unentschieden gegen die Young Fellows Zürich reichte ein 1:0-Sieg gegen den FC Bern. Der vierte Meistertitel von Servette fällt auch auf das 35-Jahr-Jubiläum des Vereins, der mittlerweile über 600 Mitglieder zählte und zehn Teams in den verschiedenen Kategorien hatte.
Ein weiteres Highlight in der Geschichte Servettes bot auch das Jahr 1926. Nachdem die Westschweizer Gruppe zum neunten Mal hatte gewonnen werden können, standen Servette, die Young Boys und der Grasshopper Club Zürich in den Finalspielen. Nachdem sowohl Servette als auch der Grasshopper Club Zürich gegen die Young Boys gewonnen hatten, kam es zum entscheidenden Spiel. GC ging bis zur Halbzeit mit 2:0 in Führung, doch Servette konnte das Spiel in den letzten 25 Minuten noch ausgleichen. Somit kam es zum ersten Mal in der Schweizer Fussballgeschichte zu einem Entscheidungsspiel, um den Schweizer Meister zu ermitteln. Auch im zweiten Spiel am 4. Juli 1926 lag der Grasshopper Club Zürich mit 2:0 vorne, doch Servette glich abermals aus und setzte sich schliesslich mit 3:2 durch. Somit konnte sich der Servette FC zum fünften Mal die Meisterschaft sichern.
Nebst diesen Meistertiteln gelang es Servette unter Teddy Duckworth, auch den ersten Cupsieg der Vereinsgeschichte zu holen. Am 25. März 1928 setzte man sich in Genf souverän gegen den Favoriten Grasshopper Club Zürich mit 5:1 durch.

### 1929–1933
| Saison  | Platz | Liga                 |  |
| ------- | ----- | -------------------- |  |
| 1928/29 | 4/9   | Serie A (West)       |  |
| 1929/30 | 1/27  | Serie A              |  |
| 1930/31 | 5/11  | Serie A (West)       |  |
| 1931/32 | 7/9   | Nationalliga (Grp 2) |  |
| 1932/33 | 1/16  | Nationalliga         |  |
| 1933/34 | 1/16  | Nationalliga         |  |
|         |       |                      |  |

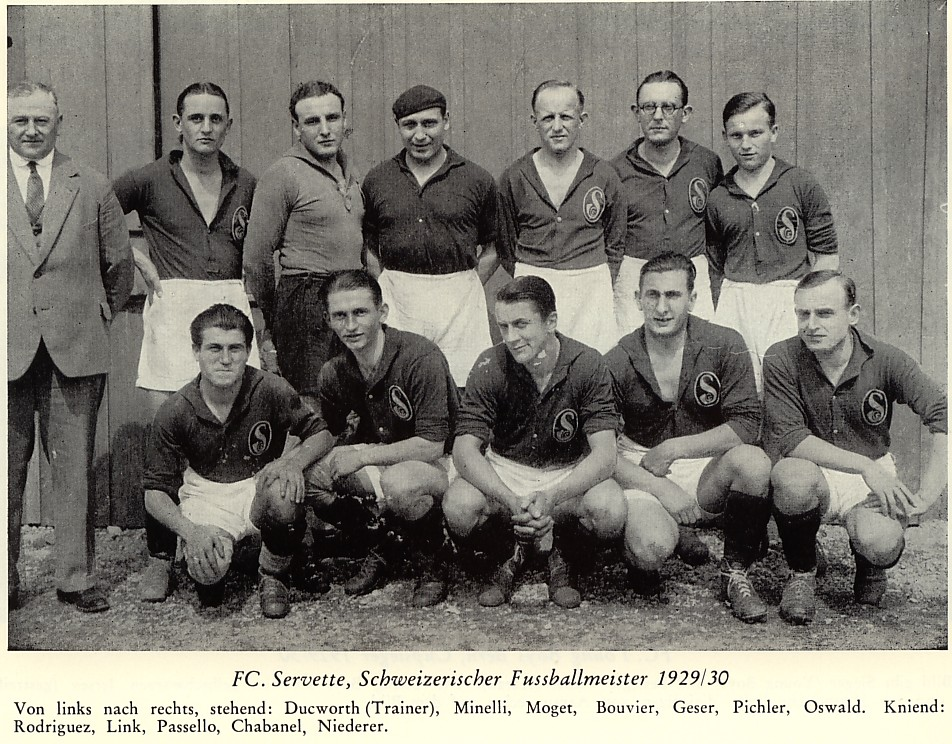
Meisterteam Servette FC 1929/30

Paul Addor, welcher das Präsidium des Vereins im Jahr 1929 übernommen hatte, entschied gegen Widerstand aus dem eigenen Verwaltungsrat, dass ein neues Stadion gebaut werden soll. Im Jahr 1930 entschied der Schweizerische Fussballverband, dass die Teams, die sich auf Platz 1 und 2 der beiden Gruppen befinden, an den Finalspielen teilnehmen können. In diesem Jahr startete Servette aber sehr schlecht in die Saison, und der Trainer Frido Barth wurde schon bald durch den altbekannten Teddy Duckworth ersetzt, der wieder zurückkehrte. Unter Duckworth gelang es Servette noch im letzten Spiel, sich für die Finalspiele zu qualifizieren. Dort glänzten sie dank vier Siegen: am 11. Mai 1930 ein 4:2 gegen die Young Boys, am 19. Mai 1:0 gegen den Grasshopper Club Zürich (beide im Parc des Sports), am 25. Mai 3:1 gegen Lugano und am 1. Juni 3:0 gegen den FC Basel. Ungeschlagen in den Finalspielen, durfte Servette wieder den Meistertitel feiern.
Am 28. Juni 1930 wurde das Stade des Charmilles eröffnet. Anlässlich der Eröffnung organisierten Paul Addor und der Bankier Gustave Hentsch das internationale Turnier «Coupe des Nations 1930». Noch heute wird dieses Turnier als die «Gründung» der Champions League (vormals Meistercup) angesehen. Acht Landesmeister und zwei Cupsieger spielten damals in Genf: SpVgg Fürth (Deutschland), First Vienna (Österreich), RCS Brugge (Belgien), Real Unión Irún (Spanien), FC Sète (Frankreich), FC Bologna (Italien), Go Ahead Eagles (Niederlande), Újpest Football Club (Ungarn), Slavia Prag (Tschechoslowakei) und natürlich Servette als Schweizer Meister. Servette beendete dieses Turnier auf dem 3. Platz.
Die Saison 1930/31 war für den Schweizer Fussball der Aufbruch in eine neue Ära. Zwecks Professionalisierung veränderte der SFV seine Strukturen. Dies war aber auch der Anfang für die finanziellen Probleme vieler Clubs. Bei Servette legte Paul Addor sein Amt als Präsident nieder, und Edouard Fulliquet übernahm. Fulliquet engagierte einen Spieler, der in der Geschichte einen unschätzbaren Wert für Servette und den Schweizer Fussball haben sollte: Karl Rappan. Den ersten Titel mit Rappan holte Servette in der Saison 1932/33. Am 2. Juli in Bern gewann Servette den 7. Titel gegen den Grasshopper Club Zürich. Dies nachdem Servette in der Vorsaison nur knapp einem Abstieg entgangen war. Der Spieler-Trainer Rappan hatte mittlerweile in die Verteidigung gewechselt und erfand den berühmten «Riegel», der später in Italien zum Catenaccio weiterentwickelt wurde.

### 1934

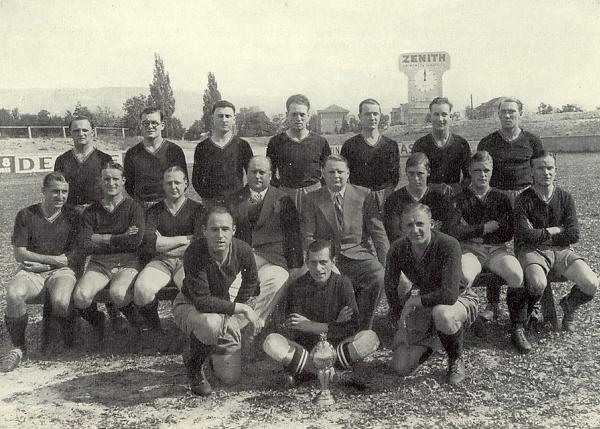
Meisterteam Servette FC 1933/34

Mit der Saison 1933/34 änderte der SFV auch den Spielmodus. Die regionalen Gruppen wurden zur neuen Nationalliga mit 16 Mannschaften zusammengeführt. Servette schien der neue Modus zuzusagen. Die Grenats gewannen die Meisterschaft und wurden Cupfinalist. Doch etwas anderes machte dem Verein in diesem Jahr zu schaffen.
Wie bereits erwähnt, änderte der SFV 1931 seine Strukturen. Bis ins Jahr 1934 kannte Servette nur sportliche Turbulenzen, auch wenn diese nie allzu gross waren. Servette war das einzige Team, welches nie aus der höchsten Spielklasse der Schweiz abgestiegen war. Der Erfolg war ein stetiger Gast bei den Grenats; die acht Meistertitel und der Cupsieg machten den Verein zum Publikumsliebling in Genf.
Doch im Jahr 1934 musste der Präsident Maurice Herren die Bilanz des Clubs deponieren; dies überschattete diese hervorragende Saison. Obwohl sehr erfolgreich, häufte der Verein hohe Schulden an. Der Club konnte aber auf die Unterstützung der Genfer Gesellschaft zählen, da der Verein der Stadt sehr wichtig war. Der Konkurs konnte durch den ehemaligen Präsidenten von Servette und Vizepräsidenten der FIFA Gabriel Bonnet abgewendet werden. Schliesslich führten Gustave Bétemps und Fred Greiner den Club aus der Krise. Dies sollte nicht die letzte Krise von Servette in der Geschichte bleiben.

### 1935–1953
| Saison  | Platz | Liga           |  |
| ------- | ----- | -------------- |  |
| 1934/35 | 2/14  | Nationalliga   |  |
| 1935/36 | 7/14  | Nationalliga   |  |
| 1936/37 | 7/13  | Nationalliga   |  |
| 1937/38 | 7/12  | Nationalliga   |  |
| 1938/39 | 4/12  | Nationalliga   |  |
| 1939/40 | 1/12  | Nationalliga   |  |
| 1940/41 | 3/12  | Nationalliga   |  |
| 1941/42 | 3/14  | Nationalliga   |  |
| 1942/43 | 6/14  | Nationalliga   |  |
| 1943/44 | 2/14  | Nationalliga   |  |
| 1944/45 | 9/14  | Nationalliga A |  |
| 1945/46 | 1/14  | Nationalliga A |  |
| 1946/47 | 5/14  | Nationalliga A |  |
| 1947/48 | 5/14  | Nationalliga A |  |
| 1948/49 | 4/14  | Nationalliga A |  |
| 1949/50 | 1/14  | Nationalliga A |  |
| 1950/51 | 6/14  | Nationalliga A |  |
| 1951/52 | 6/14  | Nationalliga A |  |
| 1952/53 | 4/14  | Nationalliga A |  |
|         |       |                |  |

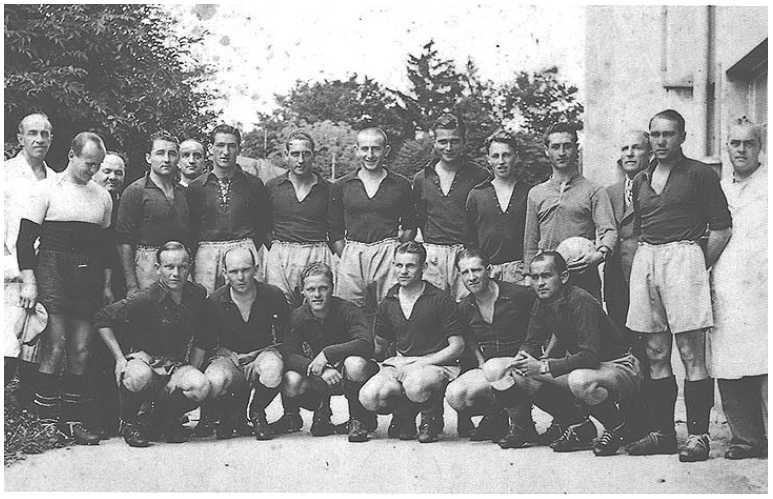
Meisterteam Servette FC 1939/40

In den folgenden Jahren spielten immer weniger Teams in der Nationalliga. In der Saison 1934/35 waren es nur noch 14 Teams. Zwei Jahre später sogar nur noch deren 12. Servette durchlief sportlich eine erfolglosere Zeit. Man platzierte sich auf den Rängen 7, 6 und 4, zudem verlor man zweimal den Cupfinal unglücklich, im Jahr 1936 gegen die Young Fellows Zürich und im Jahr 1938 gegen den Grasshopper Club Zürich. Auf die Saison 1937/38 kam André Abegglen als Spieler-Trainer zu Servette. Dieser hatte zwei Saisons zuvor dem FC Sochaux zum ersten Meistertitel verholfen.
Ebenfalls im Jahr 1938 fand die Fussball-Weltmeisterschaft statt. Auch fünf Servettiens standen im Kader der Schweizer Fussballnationalmannschaft: André Abegglen, Georges Aeby, Ernest Lörtscher, Genia Walaschek und Albert Guinchard. Dort konnte man einige der grössten Erfolge der Schweizer Fussball-Geschichte feiern (u. a. ein 1:1 und ein 4:2 gegen Deutschland).
In der Saison 1939/40 standen trotz der Generalmobilmachung 14 Teams im Einsatz um die Schweizer Meisterschaft. Schlussendlich konnte sich Servette überragend gegen die anderen Mannschaften durchsetzen und gewann mit 13 Punkten Vorsprung den Meistertitel. Von möglichen 44 Punkten holte das Team unter Spieler-Trainer Abegglen insgesamt 41 Punkte (19 Siege und 3 Unentschieden). Man musste in der ganzen Meisterschaft nie als Verlierer vom Platz. Es war dies bereits der neunte Meistertitel, und dies zum 50. Jubiläum der Genfer. Nach vier Spielzeiten bei Servette wechselte André Abegglen zum FC La Chaux-de-Fonds, und Servette konnte nur 1944 mit dem 2. Platz nahe an einen weiteren Meistertitel herankommen, schliesslich setzte sich aber Lausanne-Sports durch.
Im Jahr 1946 betrat erstmals Jacques Fatton den Genfer Rasen. Er sollte eine der schillerndsten Figuren des Servette FC der kommenden Jahre werden. Bereits in diesem Jahr konnte Servette den zehnten Meistertitel feiern. Es war dies die Epoche des Wirbelwinds «Quintett Belli-Facchinetti-Tamini-Pasteur-Fatton, angetrieben durch ihren schillernden, inspirierenden, subtilen, schlauen und verschmitzten Chef Lulu Pasteur» (Aussage: J.-J. Tillmann). Ebenfalls in der Saison 1945/46 wurden das Trainingsgelände und die Tennisplätze hinter dem Stadion verkauft, womit der Servette FC auf einen Schlag alle Schulden begleichen konnte.
Der offensive und verzaubernde Fussball, den die Spieler von Fernand Jaccard seit fünf Saisons zeigten, wurde endlich durch eine Trophäe belohnt: im Jahr 1949 wurde der Schweizer Cup gewonnen, und im Jahr 1950 folgte zum 60. Geburtstag des Servette FC ein weiterer Meistertitel. Servette ging es also gut. Trainiert wurde nun im Centre de Balexert, welches ebenfalls durch die Verkäufe 1946 gekauft werden konnte. Im Stade des Charmilles wurden zusätzliche Tribünen gebaut, um aus dem bestehenden Stadion eines im britischen Stil zu machen. Das Stadion fasste danach 30'000 Zuschauer.
Nach dem Meistertitel zum 60. Geburtstag folgte ein ganzes Jahrzehnt, in dem Servette keinen Titel mehr feiern konnte. Servette platzierte sich in den Saisons von 1951 bis 1953 zweimal auf Platz 6 und einmal auf Platz 4.

### 1954–1976
| Saison  | Platz | Liga           |  |
| ------- | ----- | -------------- |  |
| 1953/54 | 5/14  | Nationalliga A |  |
| 1954/55 | 6/14  | Nationalliga A |  |
| 1955/56 | 4/14  | Nationalliga A |  |
| 1956/57 | 8/14  | Nationalliga A |  |
| 1957/58 | 8/14  | Nationalliga A |  |
| 1958/59 | 9/14  | Nationalliga A |  |
| 1959/60 | 7/14  | Nationalliga A |  |
| 1960/61 | 1/14  | Nationalliga A |  |
| 1961/62 | 1/14  | Nationalliga A |  |
| 1962/63 | 5/14  | Nationalliga A |  |
| 1963/64 | 4/14  | Nationalliga A |  |
| 1964/65 | 3/14  | Nationalliga A |  |
| 1965/66 | 2/14  | Nationalliga A |  |
| 1966/67 | 5/14  | Nationalliga A |  |
| 1967/68 | 11/14 | Nationalliga A |  |
| 1968/69 | 8/14  | Nationalliga A |  |
| 1969/70 | 7/14  | Nationalliga A |  |
| 1970/71 | 7/14  | Nationalliga A |  |
| 1971/72 | 8/14  | Nationalliga A |  |
| 1972/73 | 4/14  | Nationalliga A |  |
| 1973/74 | 3/14  | Nationalliga A |  |
| 1974/75 | 7/14  | Nationalliga A |  |
| 1975/76 | 2/14  | Nationalliga A |  |
|         |       |                |  |

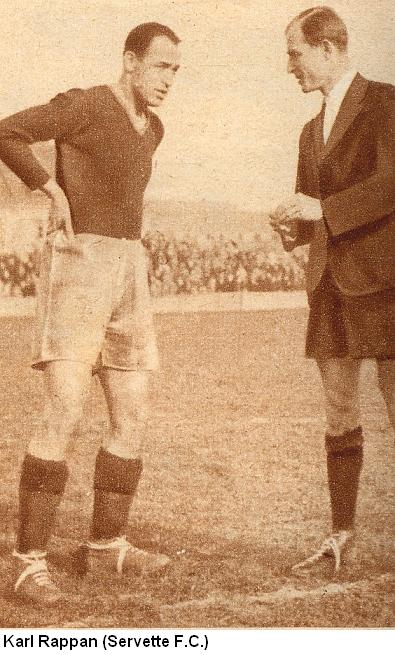
Karl Rappan

Auf die Saison 1953/54 wurde mit dem Franzosen Albert Châtelain ein in Genf gut bekannter Trainer geholt. Châtelain war bereits Spieler bei Étoile Carouge FC und Spieler-Trainer bei UGS. Aber auch er konnte die Negativspirale nicht beenden. Servette klassierte sich nur auf Platz 5. Auf Jaccard folgte erneut Karl Rappan als Trainer, welcher aber in seiner dritten Amtsperiode keinen Erfolg mehr feiern konnte.
In den folgenden Jahren von 1955 bis 1960 platzierte man sich weiterhin im Mittelfeld. Es gibt aber zwei erwähnenswerte Ereignisse in diesen Jahren. Zum einen fand im Jahr 1955 die Erstaustragung des Meistercups statt, an dem der Servette FC (obwohl nicht Meister) als erstes Schweizer Team teilnehmen durfte. In der ersten Runde traf man sogleich auf den späteren Sieger Real Madrid, gegen den man mit einem Gesamtscore von 7:0 aber chancenlos blieb. Das zweite wichtige Ereignis stammt aus dem Jahr 1956, als sechs junge Ungarn (u. a. Péter Pázmándy, Didier Makay und Valér Németh) in die Schweiz flüchteten, nachdem sie mit dem Juniorennationalteam Ungarns einen Stage absolviert hatten. Trainer Karl Rappan empfing sie gerne bei Servette. Noch brachten sie aber nicht den ersehnten Erfolg.
Jean Snella, der den Trainerposten in der Saison 1959/60 übernommen hatte, erlöste mit dem Meistertitel im Jahr 1961 den Servette FC nach 10 Jahren ohne Titelgewinn. Nebst den jungen Ungarn standen auch weitere namhafte Spieler im Kader des Servette FC, darunter zum Beispiel auch «Jacky» Fatton, Jacques Barlie, André Bosson und Walter Heuri. Die Bilanz war mit 46 Punkten in 26 Spielen und 77 geschossenen gegenüber nur 29 erhaltenen Toren grandios. In der kommenden Saison wollten die Spieler auch auf der europäischen Ebene auftrumpfen. In einem verrückten Spiel und dank einem Hattrick von «Jacky» Fatton und einem Tor von Giuliano Robbiani konnte Servette ein 1:3 in ein 4:3 umwandeln und so vor 26'000 Zuschauern im Charmilles FK Dukla Prag bezwingen. Doch dieser Achtelfinal war Endstation, denn aus politischen Gründen fehlten im Rückspiel die Ungarn, und Servette unterlag 2:0 in Tschechien. Der Meistertitel konnte auch dank den beiden Neuverpflichtungen Rolf Wüthrich und Giulio Robbiani verteidigt werden. Einen grossen Einfluss hatte aber vor allem «Jacky» Fatton, der 25 Tore schoss und somit zum dritten Mal in Folge Torschützenkönig wurde.
Nach dem Abgang des erfolgreichen Trainers Jean Snella im Jahr 1963 übernahm Lucien Leduc die Servettiens. Leduc war ein Jahr zuvor mit dem AS Monaco französischer Meister geworden und hatte den Cup gewonnen. Er konnte in Genf aber an diese Leistungen nicht anknüpfen. Die Cupfinalteilnahmen in den Jahren 1965 (2:1 gegen den FC Sion) und 1966 (1:0 gegen den FC Zürich) blieben seine grössten «Erfolge», in der Meisterschaft resultierten die Ränge 4, 3 und 2. Er war zwar erfolgreich, konnte aber nie einen Titel gewinnen mit Servette. Es folgte die Saison 1966/67 mit vielen Trainerwechseln, so waren Roger Vonlanthen, Béla Guttmann und Gilbert Dutoit allesamt Trainer innerhalb dieser Saison. So überraschte es nicht, dass man danach wieder auf einen altbewährten Trainer zurückgriff und Jean Snella in der Saison 1967/68 wieder als Trainer engagiert wurde. Doch Snella konnte den Servette FC in den kommenden vier Meisterschaften nie über den 7. Rang hinausführen. In der Saison 1970/71 gelang es ihm jedoch, die lange Durststrecke bei den Cupsiegen zu beenden. Der Servette FC schlug den FC Lugano durch Tore von Michel Desbiolles und Valér Németh.
Dieser Sieg im Cup brachte ein Ticket für den Cup der Cupsieger, wo man ein weiteres Kapitel Servette-Geschichte miterleben durfte. Denn es war kein Geringerer als der FC Liverpool, welcher nach Genf ins Stade des Charmilles kam. Am 15. September 1971 bezwang Servette das grosse Liverpool mit 2:1. Bernd Dörfel und Frantz Barriquand trafen vor 20'000 Zuschauern für die Servettiens. Man durfte also hoffen, an der Anfield Road die Sensation zu schaffen. Vor 38'500 Zuschauern verlor der Servette FC jedoch in einem hartumkämpften Spiel mit 2:0, womit der FC Liverpool in die nächste Runde einzog.
Jean Snella beendete die Saison nicht mehr als Trainer des Servette FC. Henri Gillet (Trainer der 2. Mannschaft) übernahm interimistisch bis zur Rückkehr von Jürgen Sundermann, welcher gerade mit dem FC Basel zweimal Meister geworden war. Er holte einige junge Talente ins Team, die Plätze 3 und 4 in der Meisterschaft und das Ausscheiden im Cup gegen den CS Chênois (mit einem gewissen Péter Pázmándy als Neo-Trainer) waren ansonsten aber nicht zufriedenstellend. In seiner letzten Saison 1975/76 konnte er mit dem 2. Rang in der Meisterschaft und dem Cupfinaleinzug immerhin nochmal ein Lebenszeichen von sich geben. Für einen Titel reichte es aber nicht.

### Saison 1978/79
Nachdem zweimal in Folge der Meistertitel knapp verpasst worden war, gelang dem Servette FC in der Saison 1978/79 das bisher in der Schweiz Unerreichte: Servette gewann mit seinem Trainer Péter Pázmándy und seinem Präsidenten Roger Cohannier vier Trophäen. Das Publikum unterstützte das Team und strömte in Massen zu den Spielen. 22'500 Zuschauer waren im Charmilles anwesend, als der FC Zürich 1:0 (Tor durch Marc Schnyder nach Pass von Umberto Barberis) bezwungen werden konnte. Dies war einer der 10 Finalrunden-Siege. Im Cupfinal konnten die Young Boys im Berner Wankdorfstadion vor 35'000 Zuschauern mit 3:2 (Tore durch Weber, Hamberg und Barberis) bezwungen werden. Zwei weitere Trophäen konnten im Ligacup und im Alpencup gewonnen werden.
Einzig der halbe Ausfall auf europäischer Ebene dämpfte die Freude über diese herausragende Saison. Nachdem den Grenats der Exploit gelungen war, zuerst PAOK Saloniki und nachher auch Michel Platinis AS Nancy zu eliminieren, spielten sie im Viertelfinal gegen Fortuna Düsseldorf. Ohne ein Spiel verloren zu haben (0:0 im Hinspiel und 1:1 im Charmilles, Tor durch Hamberg), war der Viertelfinal Endstation.

### 1977–1989
| Saison  | Platz | Liga           |  |
| ------- | ----- | -------------- |  |
| 1976/77 | 2/14  | Nationalliga A |  |
| 1977/78 | 2/14  | Nationalliga A |  |
| 1978/79 | 1/14  | Nationalliga A |  |
| 1979/80 | 3/14  | Nationalliga A |  |
| 1980/81 | 7/14  | Nationalliga A |  |
| 1981/82 | 2/16  | Nationalliga A |  |
| 1982/83 | 2/16  | Nationalliga A |  |
| 1983/84 | 2/16  | Nationalliga A |  |
| 1984/85 | 1/16  | Nationalliga A |  |
| 1985/86 | 9/16  | Nationalliga A |  |
| 1986/87 | 4/16  | Nationalliga A |  |
| 1987/88 | 2/12  | Nationalliga A |  |
| 1988/89 | 8/12  | Nationalliga A |  |
|         |       |                |  |

Zwischen 1977 und 1983 wurde die Charmilles unter den Präsidenten Roger Cohannier und Carlo Lavizzari modernisiert: Scheinwerfer, eine elektronische Anzeigetafel und Dächer über den Tribünen hinter den Toren wurden installiert. Im Sommer 1980 liess man in Genf einige Leistungsträger wie Umberto Barberis (AS Monaco) oder Piet Hamberg (zurück nach Holland) ziehen. Die neuen Spieler, die als Ersatz geholt wurden, konnten die Abgänge jedoch in keiner Weise kompensieren. So schied man in der folgenden Saison 1980/81 sowohl im UEFA-Cup wie im Schweizer Cup früh aus. In dieser Saison endete auch die Zeit von Roger Cohannier als Präsident von Servette, und Carlo Lavizzari übernahm den Posten. In der Saison 1981/82 folgten viele technisch versierte Spieler dem Ruf des Präsidenten Lavizzari, und so konnte ein Team mit klangvollen Namen wie Lucien Favre, Michel Decastel und Erich Burgener besetzt werden. Man konnte mit hervorragendem Fussball glänzen. Doch nach der Winterpause kam der Zusammenbruch, und man gab einen schon sicher geglaubten Titel noch aus der Hand. Viele Querelen verhinderten den Meistertitel, so musste Péter Pázmándy zum Beispiel für seinen Assistenten Guy Mathez den Trainerstuhl räumen. Im Jahr 1984 und nach drei grossartigen Jahren in Monaco kehrte Umberto Barberis an seine alte Wirkungsstätte zurück. Unter dem Trainer Guy Mathez wurde das Ziel, der Meistertitel, aufgrund eines umstrittenen Penaltyentscheides des Schiedsrichters Daina in der 109. Minute des Entscheidungsspiels in Bern gegen den Grasshopper Club Zürich, verfehlt. Immerhin konnte vier Tage zuvor am gleichen Ort der Cupfinal gegen Lausanne mit 1:0 (Tor durch Geiger vor 38'000 Zuschauern) gewonnen werden. Ein Jahr später begann die Saison wieder einmal mit Ärger, denn Umberto Barberis musste seine Nummer 10 an Lucien Favre weitergeben, welcher sich diese vertraglich zusichern liess. Auch die Captainbinde hätte er sich am liebsten noch angeeignet, dort intervenierte dann Präsident Lavizzari hart, und so blieb diese beim äusserst wichtigen Marc Schnyder. Dies alles ereignete sich bereits vor dem ersten Spiel; also keine guten Vorzeichen für das Team. Doch die Saison 1984/85 sollte für den Servette FC sehr versöhnlich enden. Zwar schied man im Cup gegen den Erzrivalen aus Sion aus, aber man konnte sich endlich den 15. Meistertitel sichern dank 19 Siegen gegenüber nur 3 Niederlagen.
Die Saisons 1985–89 konnten nicht mehr so erfolgreich gestaltet werden wie 1985. Dies auch aus dem Grund, dass nach dem Meistertitel Umberto Barberis aufhörte und ein riesiges Loch im Mittelfeld hinterliess. 1986/87 konnte immerhin John Eriksen dank 28 Toren die Torschützenkönig-Trophäe nach Genf holen. Trotzdem musste man sich in dem Jahr mit Platz 4 zufriedengeben. Und im Cupfinal unterlag man in der Verlängerung gegen die Young Boys Bern mit 4:2. Eine Saison später konnte man von Inter Mailand Karl-Heinz Rummenigge zu Servette holen, der in Genf seine Karriere ausklingen liess. Noch heute denken viele Leute an ihn, wenn man Servette hört. In der Saison 1988/89 wurde Präsident Carlo Lavizzari nicht ganz unumstritten zum Nationalliga-Präsidenten gewählt, was er bis 1994 blieb.

### 1990–2002
| Saison    | Platz | Liga           |  |
| --------- | ----- | -------------- |  |
| 1989/90   | 9/12  | Nationalliga A |  |
| 1990/91   | 7/12  | Nationalliga A |  |
| 1991/92   | 5/12  | Nationalliga A |  |
| 1992/93   | 3/12  | Nationalliga A |  |
| 1993/94   | 1/12  | Nationalliga A |  |
| 1994/95   | 12/12 | Nationalliga A |  |
| 1995/96   | 7/12  | Nationalliga A |  |
| 1996/97   | 9/12  | Nationalliga A |  |
| 1997/98   | 2/12  | Nationalliga A |  |
| 1998/99   | 1/12  | Nationalliga A |  |
| 1999/2000 | 6/12  | Nationalliga A |  |
| 2000/01   | 5/12  | Nationalliga A |  |
| 2001/02   | 4/12  | Nationalliga A |  |
|           |       |                |  |

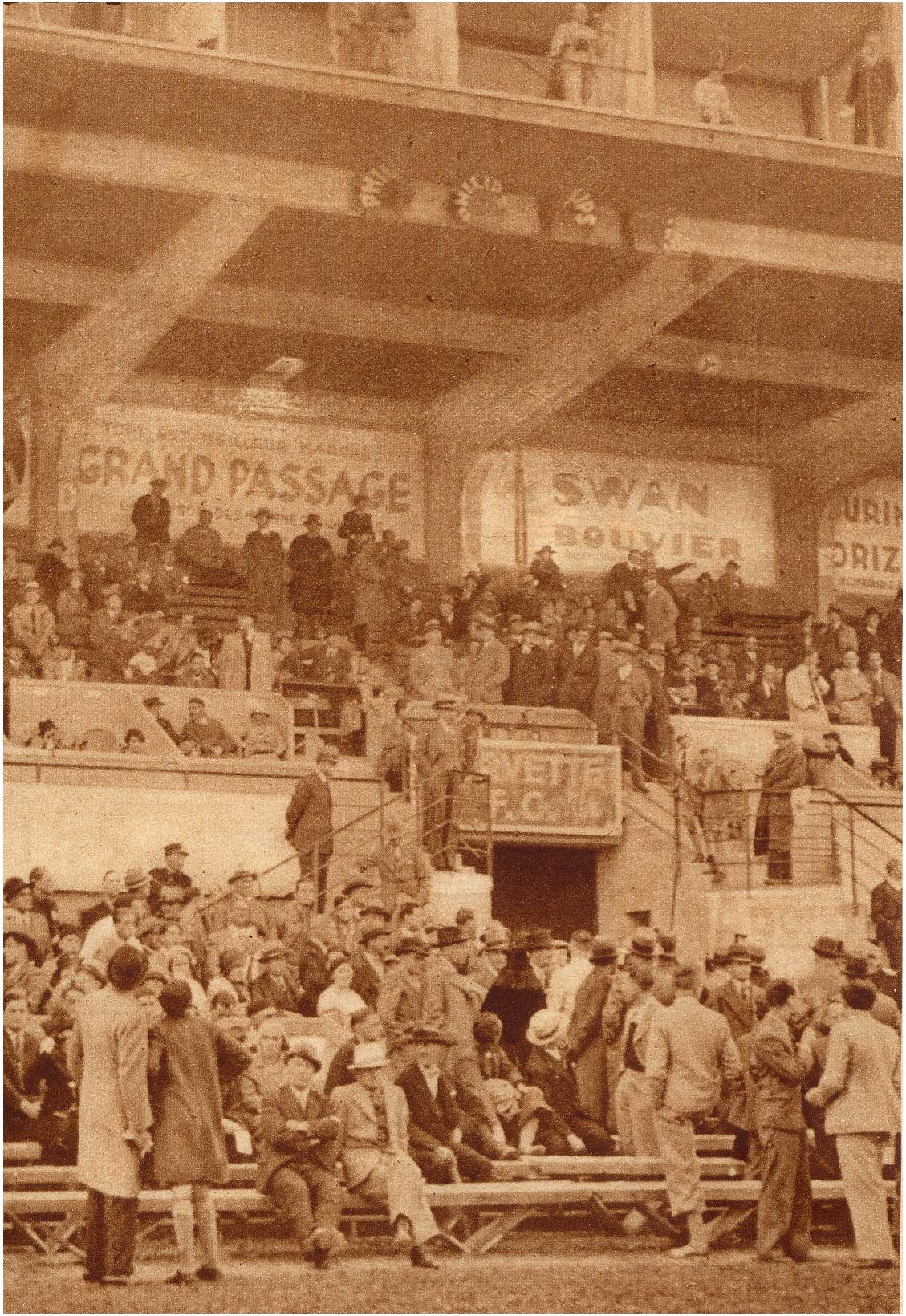
Stade des Charmilles 1930–2002

Man musste die Übernahme – und finanzielle Rettung des Clubs – durch den beliebten Paul-Annick Weiller abwarten, bis im Jahr 1994 der 16. Schweizer Meistertitel gefeiert werden konnte. Spieler wie Sonny Anderson (11 Tore in 6 Monaten), Oliver Neuville (16 Tore), José Sinval (7 Tore und 11 Assists), Bosko Djurovski haben neben den Genfern Aeby und Barea eine schöne Seite der Clubgeschichte mitgeschrieben. Der Titel konnte erst mit dem letzten Spiel sichergestellt werden: die Young Boys konnten im Wankdorf mit 1:4 (drei Tore von Neuville und eines von Sinval) bezwungen werden, während die Konkurrenten, die Grasshoppers, nur 1:1 gegen den FC Aarau spielten. Das war ein schöner Lohn für den Trainer Ilija Petković, der für die Rückrunde ohne Anderson auskommen musste und sich für eine offensive Spielweise mit drei Stürmern entschied.
Im Dezember 1996 wurde Servette durch die französische Gruppe Canal+ übernommen, nachdem der Präsident aufgrund einer schweren Krankheit das Zepter hatte abgeben müssen – ohne allerdings vorher alle Schulden zu begleichen. Bis zum 17. Schweizer Meistertitel im Jahre 1999 ging es stetig aufwärts. Der Genfer Gérard Castella führte das Team um Eric Pédat und Sébastien Fournier in einem verrückten (Regen-)Spiel in Lausanne zu einem 2:5 (drei Tore durch Edwin Vurens und zwei durch Petrov). Im Jahr 2001 wurde dieses Team Schweizer Cupsieger. Das Team von Lucien Favre konnte im Final in Basel vor 15'000 Zuschauern Yverdon-Sport mit 3:0 (Tore durch Frei, Lonfat und Petrov) bezwingen.
Der letzte grosse Erfolg im Stade des Charmilles konnte in der Saison 2001/02 auf europäischer Ebene gefeiert werden: zuerst konnten Slavia Prag, Real Saragossa und Hertha BSC bezwungen werden – bevor der Achtelfinal gegen den FC Valencia Endstation war. Die kollektive Freude nach dem Tor von Wilson Oruma in der 87. Minute bei Servette gegen Real Saragossa und der klare 3:0-Sieg in Berlin bleiben die unvergesslichen Momente dieser Spielzeit. Das Stade des Charmilles wurde dann am 8. Dezember 2002 endgültig mit dem Abschiedsspiel gegen die Young Boys geschlossen. Nach drei Toren in der letzten Viertelstunde konnte Servette ein 4:4 erreichen und so das Publikum ein letztes Mal an diesem magischen Ort begeistern.

### 2003–2007
| Saison  | Platz             | Liga    |
| ------- | ----------------- | ------- |
| 2003/04 | 3/10              | ASL     |
| 2004/05 | Relegation        | ASL     |
| 2005/06 | 1/16              | 1. Liga |
| 2006/07 | 7/18              | ChL     |
| 2007/08 | 8/18              | ChL     |
| 2008/09 | 13/16             | ChL     |
| 2009/10 | 4/16              | ChL     |
| 2010/11 | 2/16              | ChL     |
| 2011/12 | 4/10              | ASL     |
| 2012/13 | 10/10             | RSL     |
| 2013/14 | 5/10              | BCL     |
| 2014/15 | 2/10 (Relegation) | BCL     |
| 2015/16 | 1/15              | PL      |
| 2016/17 | 3/10              | BCL     |
| 2017/18 | 3/10              | BCL     |
| 2018/19 | 1/10              | BCL     |
| 2019/20 | 4/10              | RSL     |
| 2020/21 | 3/10              | RSL     |
| 2021/22 | 6/10              | CSSL    |
| 2022/23 | 2/10              | CSSL    |
| 2023/24 | 3/12              | CSSL    |
| 2024/25 | 2/12              | CSSL    |

Der Umzug ans andere Ufer ins neue Stadion de La Praille hätte Servette – seit mehreren Jahren mit finanziellen Problemen belastet – eventuell retten können, aber dies hat nicht gereicht. Es kamen zwar trotz durchzogenen Resultaten (einem 3. Platz als bestem Rang) mehr Zuschauer ins Stadion (über 10'000 im Durchschnitt), aber der Konkurs war aufgrund der zu grossen Ausgaben nicht zu vermeiden (Februar 2005). Der «Clubretter» Marc Roger hatte den Verein in den Ruin getrieben; er wurde am 16. März 2005 verhaftet und anschliessend gegen Kaution auf freien Fuss gesetzt. Danach flüchtete er aus der Schweiz in Richtung Frankreich und konnte erst in Spanien wieder festgenommen werden. Marc Roger wurde am 9. September 2008 schuldig gesprochen. Genf hatte nun kein Team mehr in der obersten Schweizer Liga und musste sich in der Praille und in der 1. Liga neu etablieren. Der Club konnte weiterhin mit mehr als tausend Abonnenten und einer ambitionierten Clubleitung auf eine grosse Unterstützung zählen. Zu den Werten des neuen Präsidenten Francisco Viñas zählten finanzielle Strenge, Arbeit, Ehrlichkeit und Transparenz. Der Club bezog sein Quartier im Centre sportif de Balexert, wo in der Vergangenheit alle Mannschaften von Servette trainiert hatten. Servette stieg bereits nach der ersten Saison in die Challenge League auf. Der erste Aufstieg der Clubgeschichte war vor allem dem grossen Talent Julian Esteban und den Ehemaligen Pizzinat, Londono, Barea und Bratic zu verdanken.
Servette war bis zum Konkurs 2004 der einzige Club in der Schweiz, der nie abgestiegen war; er hatte zudem unzählige Nationalspieler hervorgebracht.

### 2008–2011

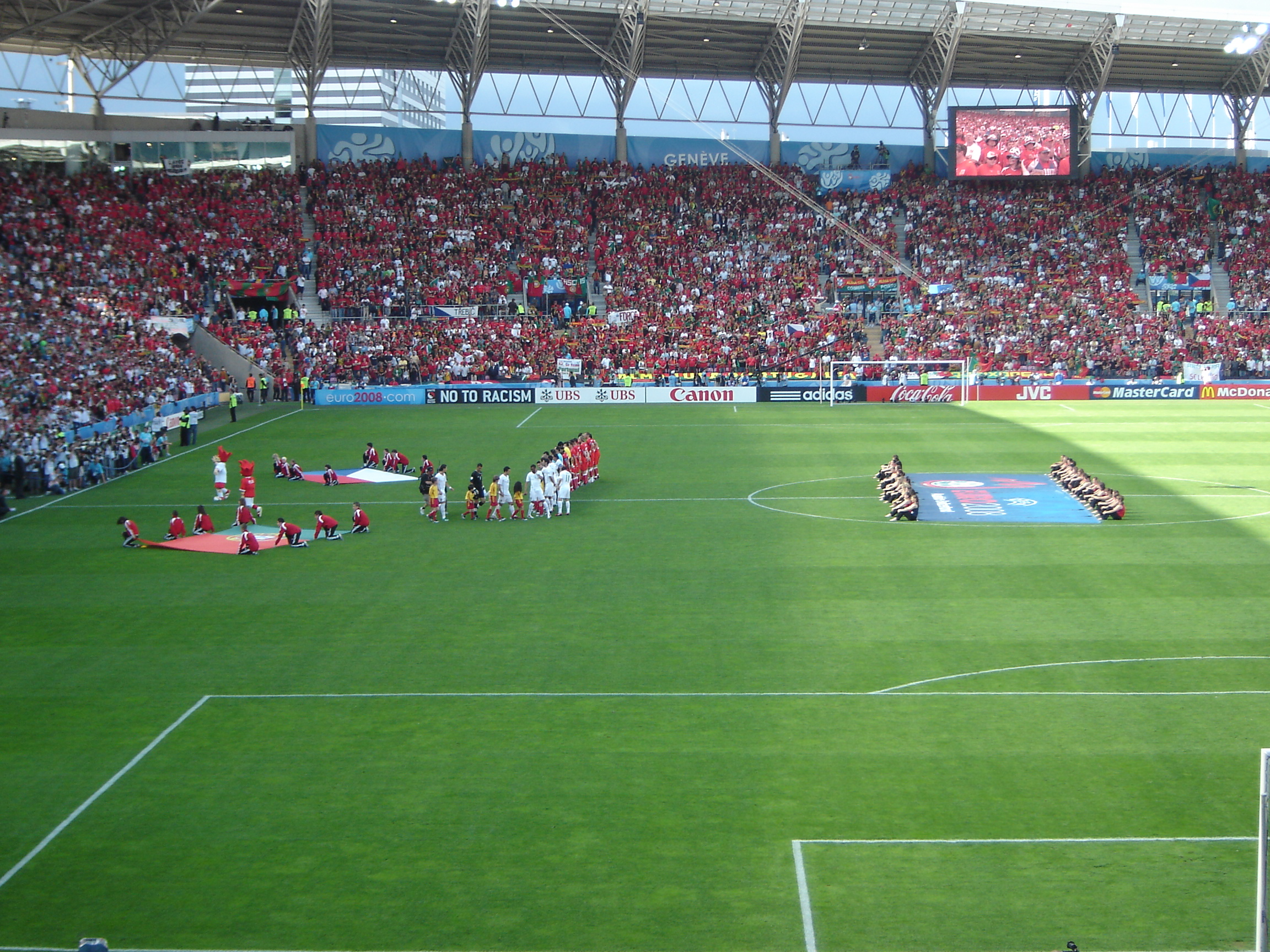
Stade de Genève Euro 2008

In der Saison 2008/09 übernahm mit Majid Pishyar ein ambitionierter Präsident den Club. Er wollte ihn auf allen Ebenen professionalisieren und die Grenats so schnell wie möglich in die Super League zurückführen. Zudem wollte er, dass der Servette FC seine glorreiche Vergangenheit erneuert. «Tous unis dans la légende» wurde der Slogan des Clubs. Das Stade de Genève war im Jahr 2008 zudem ein Austragungsort der Fussball-Europameisterschaft 2008 in der Schweiz und Österreich.
Der Präsident Majid Pishyar und die Vereinsleitung entschieden einstimmig, im Dezember 2008 die «Servette Football Club 1890 AG» zu gründen. Der Servette FC entschied zudem, sich auch ausserhalb des Sports sozial zu engagieren. Eine Partnerschaft mit der Association «Courir… Ensemble» wurde im Januar 2009 unterzeichnet.
Hinter den Kulissen wurde nun kräftig gearbeitet, aber auch die Genfer Fans bewegten sich. So wurden beim Meisterschaftsspiel zwischen dem Servette FC und Lausanne-Sport rund 10'000 Zuschauer im Stade de Genève gezählt.
Im Jahr 2011 konnte der Servette FC nach fünf Jahren in der Challenge League den Aufstieg in die Super League feiern, nachdem man die Saison auf Platz 2 beendet und sich dadurch für die Barragespiele gegen die AC Bellinzona qualifiziert hatte. Im Hinspiel im Stadio Municipale in Bellinzona musste der Servette FC dem Gastgeber noch ein 1:0 zugestehen. Doch beim Rückspiel vor 23'338 Zuschauern im Stade de Genève konnte man durch einen 3:1-Sieg (Tore: Marcos de Azevedo, zweimal Patrik Baumann) den Wiederaufstieg in die höchste Spielklasse der Schweiz feiern.

### 2012–2019
Unter Majid Pishyar, der den Servette FC im Jahr 2008 übernommen hatte, musste der Verein nach etwas mehr als drei Jahren am 1. März 2012 seine Bilanz bei der Handelskammer Genf deponieren. Nach dem Konkurs von Admira Wacker einige Jahre zuvor war dies der zweite Konkursantrag bei einem von Pishyar präsidierten Verein innert relativ kurzer Zeit. Gerettet wurde der Traditionsclub schliesslich vom Kanadier Hugh Quennec, der bereits den lokalen Eishockeyverein Genève-Servette HC präsidiert. Er übernahm den Servette FC für einen symbolischen Preis von einem Schweizer Franken. Unter Hugh Quennec konnten die grössten finanziellen Probleme beseitigt werden, und der Servette FC beendete die Saison trotz diesen Problemen noch auf dem 4. Rang, was zudem wieder erste internationale Spiele nach sich zog. In der ersten Qualifikationsrunde für die UEFA Europa League konnte man sich gegen den armenischen Verein Gandsassar Kapan durchsetzen. In der zweiten Runde musste man sich aber Rosenborg Trondheim geschlagen geben. Nach dem 1:1 in Genf schaffte es das Team in Trondheim nicht über ein 0:0 hinaus, weshalb man aufgrund der Auswärtstorregelung aus dem Wettbewerb ausschied. Noch schlechter lief es dem Servette FC in der Meisterschaft 2012/2013. Man musste bis in die 14. Runde warten, bis der erste Sieg gefeiert werden konnte. Aus dem Schweizer Cup schied man schon in der ersten Runde gegen den Erstligisten SC Cham aus.
Das vorläufige Ende des Servette FC in der Super League wurde ausgerechnet im Léman-Derby gegen den FC Lausanne-Sport durch ein 3:0 in der Pontaise besiegelt. Servette stieg dabei zum ersten Mal in der 123-jährigen Geschichte sportlich aus der höchsten Spielklasse ab. Servette war bis dahin das einzige Team, das noch nie sportlich aus der höchsten Schweizer Spielklasse abgestiegen war.
Zur Saison 2013/14 mussten einige Abgänge in Kauf genommen werden, doch der Servette FC kündigte eine Strategieänderung an und gab vielen jungen Spielern die Chance, in der ersten Mannschaft Fuss zu fassen. Komplettiert wurde das Kader mit erfahrenen Super-League-Spielern. Während der Saison-Vorbereitung gab der langjährige Captain Lionel Pizzinat seinen Rücktritt vom Profisport bekannt; die unter chronischen Rückenschmerzen leidende Galionsfigur des Servette FC war seit dem Abstieg 2005 zurück bei Servette und half dem Verein wieder zurück in die höchste Liga.
Nach einem sehr dürftigen Start (5 Punkte aus 5 Spielen) in die Saison 2013/14, der überhaupt nicht zu den Aufstiegsforderungen des Vorstands und der Fans passte, wurde der Trainer Sébastien Fournier nach dem 5. Spieltag entlassen. Ihn ersetzte Jean-Michel Aeby, der zuvor Assistenztrainer gewesen war und die Grenats trotz eher defensivem Fussball wieder auf die Siegerstrasse zurückbringen konnte. Zum Ende der Vorrunde hatte sich das Team wieder ein bisschen gefangen und belegte den 2. Platz mit vier Punkten Rückstand auf den Leader aus Vaduz. Die Rückrunde war jedoch katastrophal für einen Aufstiegskandidaten. Nach einer peinlichen Heimniederlage gegen Abstiegskandidat FC Wohlen (1:5) trennte sich der Servette FC per sofort von Jean-Michel Aeby. Mario Cantaluppi und José Sinval übernahmen das Team interimistisch bis Ende der Saison. Zur selben Zeit verpflichtete Servette auch einen neuen CEO. Julian Jenkins, der zuvor bei Cardiff City in der englischen Premier League tätig gewesen war, übernahm diesen Posten per 1. Juli 2014. Als neuer Trainer wurde daraufhin der Engländer Kevin Cooper bestätigt.
Servette, erneut mit grossen Aufstiegsambitionen ausgestattet, nahm unter dem neuen Trainer und mit der Sturmhoffnung und dem jüngsten Fussball-Europameisterschaft-Torschützen Johan Vonlanthen die Saison 2014/15 in Angriff. Zur Halbzeit standen die Grenats auf Platz 3, zum Saisonende verpassten sie mit sieben Punkten Rückstand auf den Tabellenersten FC Lugano den Aufstieg.
Am 1. Juni 2015 kam es gar noch schlimmer, und der Servette FC erhielt auch in zweiter Instanz keine Spielberechtigung für die Challenge League. Grund dafür waren erneut finanzielle Probleme. Schulden von ca. 5 Millionen hatten sich bei den Grenats angehäuft, was einen Zwangsabstieg in die drittklassige Promotion League zur Folge hatte. Der dritte Abstieg der Vereinsgeschichte nach 2005 und 2012 war also Tatsache. Zum zweiten Mal stieg man via «grünen Tisch» ab. Der Verein stand vor dem zweiten Konkurs innert zehn Jahren. Doch die «Fondation 1890» unter der Führung von Didier Fischer rettete den Verein in letzter Sekunde und bezahlte die angehäuften Schulden. Somit konnte ein Abstieg in die 2. Liga interregional verhindert werden. Obwohl Kevin Cooper zuerst noch zum Verein hielt, wechselte er während der Saison zum FC Wil. Ersetzt wurde er durch Anthony Braizat. Unter dem neuen Cheftrainer schaffte der Servette FC den direkten Wiederaufstieg, sie konnten sich 5 Runden vor Schluss am 1. Mai 2016 als Aufsteiger feiern lassen. Den Meistertitel der Promotion League konnte man sich in der zweitletzten Runde dank dem 3:0-Heimsieg über den SC Brühl St. Gallen sichern. Nach zwei weiteren Wechseln auf der Trainerposition übernahm im Mai 2018 der Ex-Servettespieler und Ex-Internationale Alain Geiger das Traineramt in Genf, bereits in seiner ersten Saison konnte er Erfolge feiern. Mit Rang 1 in der Saison 2018/19 realisierte Servette drei Jahre nach dem Aufstieg in die Challenge League den zweiten Aufstieg der Vereinsgeschichte in die erstklassige Super League.

### Seit 2019
Nach dem Aufstieg konnte sich das Team um Alain Geiger sofort in der Super League etablieren und holte in der Aufstiegssaison direkt den 4. Rang und damit auch einen Europa-League-Platz. In der Saison 2020/21 bestritt Servette damit sein 100. Spiel in einem europäischen Wettbewerb (3:0-Sieg gegen MFK Ružomberok). Nach der zweiten Runde der Qualifikation war dann aber gegen den französischen Erstligisten Stade de Reims Schluss. In der Folge konzentrierte man sich erneut auf ein gutes Abschneiden in der Meisterschaft. Die Saison 2020/21 war geprägt vom grassierenden Coronavirus, mit dem sich auch viele Spieler ansteckten und das für fast leere Stadien sorgte aufgrund der Zuschauerbeschränkungen. Dennoch konnte sich Servette mit Rang 3 erneut für einen europäischen Wettbewerb qualifizieren. In der Saison 2021/22 trat Servette somit in der neugegründeten UEFA Europa Conference League an und traf dort in der ersten Runde auf den Molde FK aus Norwegen; nach einer 0:3-Niederlage im Hinspiel kam man zu Hause in Genf nicht über ein 2:0 hinaus und schied aus. Nach einer durchzogenen Saison beendete Servette die Saison auf Platz 6 und somit ausserhalb der europäischen Startplätze. Auf Ende der Saison 2021/22 verliess dann auch die gesamte Führungsetage rund um Präsident Pascal Besnard den Verein. Nach diesem Wechsel konnte sich Servette zum ersten Mal seit der Saison 1999/2000 wieder für die UEFA Champions League qualifizieren, indem sie in der Saison 2022/23 den zweiten Platz belegten. Mit dem Ende dieser Saison ging auch die fünfjährige Amtszeit des Trainers Alain Geiger zu Ende, der nebst dem Aufstieg auch drei europäische Qualifikationen in vier Jahren vorweisen konnte. Ersetzt wurde er durch René Weiler.
Die Saison 2023/24 sollte eine der erfolgreichsten der Neuzeit werden. International konnte man sich dank einem Sieg über KRC Genk für die 3. Qualirunde der UEFA Champions League qualifizieren, was gleichbedeutend mit dem Einzug in die Gruppenphase der UEFA Europa League war. Nach einem knappen Ausscheiden in der Champions League gegen die Glasgow Rangers startete man in der Europa-League-Gruppenphase gegen die AS Roma, Slavia Prag und Sheriff Tiraspol, hier konnte man sich mit 5 Punkten auf Platz 3 für die Zwischenrunde der UEFA Europa Conference League qualifizieren wo man Ludogorez Rasgrad eliminierte. Erst im Achtelfinal scheiterte man im Penaltyschiessen gegen Viktoria Pilsen. In der Meisterschaft konnte man sich hinter dem BSC Young Boys und dem FC Lugano den 3. Platz sichern. Und im Schweizer Cup konnte man sich nach 23 Jahren Durststrecke zum Cupsieger küren. Es war dies der achte Cupsieg der Servettiens. In der Saison 2024/25 spielte man dadurch in der Europa League, scheiterte aber nach zwei Niederlagen gegen SC Braga und den FC Chelsea bereits vor der Gruppenphase. In der Meisterschaft klassierte man sicher erneut auf dem 2. Platz und qualifizierte sich für die UEFA-Champions-League-Qualifikation.

## Kader 2025/26

### Die 1. Mannschaft
Stand: 11. August 2025. Profispieler des Servette FC, die an einen anderen Club ausgeliehen sind, werden nicht aufgeführt
| Nr.          | Nat.                            | Spieler                        | Im Team seit | Letzter Verein          |
| Torhüter     | Torhüter                        | Torhüter                       | Torhüter     | Torhüter                |
| ------------ | ------------------------------- | ------------------------------ | ------------ | ----------------------- |
| 1            | Zypern Republik Schweiz         | Joël Mall                      | 2023         | Olympiakos Nikosia      |
| 32           | Schweiz                         | Jérémy Frick                   | 2016         | FC Biel-Bienne          |
| 40           | Schweiz Marokko                 | Marwan Aubert                  | 2025         | Eigene Jugend           |
| Verteidigung |                                 |                                |              |                         |
| 4            | Schweiz                         | Steve Rouiller                 | 2018         | FC Lugano               |
| 6            | Guadeloupe Frankreich           | Anthony Baron                  | 2023         | FC Yverdon              |
| 14           | Frankreich                      | Lilian Njoh                    | 2025         | US Salernitana          |
| 18           | Kongo Republik Frankreich       | Bradley Mazikou                | 2023         | Aris Thessaloniki       |
| 19           | Frankreich                      | Yoan Severin                   | 2018         | SV Zulte Waregem        |
| 20           | Schweiz                         | Théo Magnin                    | 2022         | Eigene Jugend           |
| 25           | Tunesien Frankreich             | Dylan Bronn                    | 2025         | US Salernitana          |
| 34           | Schweiz                         | Loun Srdanovic                 | 2024         | Eigene Jugend           |
| Mittelfeld   |                                 |                                |              |                         |
| 5            | Kamerun Russland                | Gaël Ondoua                    | 2023         | Hannover 96             |
| 7            | Schweiz                         | Giotto Morandi                 | 2025         | Grasshopper Club Zürich |
| 8            | Frankreich                      | Timothé Cognat                 | 2018         | Olympique Lyon          |
| 9            | Bosnien und Herzegowina Serbien | Miroslav Stevanović            | 2017         | FK Željezničar Sarajevo |
| 10           | Schweiz Spanien                 | Alexis Antunes                 | 2020         | FC Chiasso              |
| 11           | Frankreich Mali                 | Lamine Fomba                   | 2025         | AS Saint-Étienne        |
| 28           | Frankreich                      | David Douline                  | 2021         | AF Rodez                |
| Stürmer      |                                 |                                |              |                         |
| 21           | Schweiz Frankreich              | Jérémy Guillemenot             | 2023         | FC St. Gallen           |
| 30           | Gambia                          | Ablie Jallow                   | 2025         | FC Metz                 |
| 31           | Schweiz Elfenbeinküste          | Tiemoko Ouattara               | 2023         | Eigene Jugend           |
| 36           | Portugal Schweiz                | Keyvan Anderson Pereira Varela | 2024         | Eigene Jugend           |
| 90           | Slowakei                        | Samuel Mraz                    | 2025         | Motor Lublin            |
| 97           | Frankreich                      | Florian Ayé                    | 2025         | AJ Auxerre              |

### Staff/Betreuerstab
Stand: 11. August 2025.
| Name, Vorname      | Funktion             |
| ------------------ | -------------------- |
| Jocelyn Gourvennec | Cheftrainer          |
| Bojan Dimic        | Co-Trainer           |
| Alain Geiger       | Sportlicher Leiter   |
| Gérard Bonneau     | Sportlicher Leiter   |
| Massimo Lombardo   | Technischer Direktor |
| Lionel Pizzinat    | Teammanager          |
| Anthony Garnier    | Konditionstrainer    |
| Mathieu Degrange   | Konditionstrainer    |
| Daniel Blanco      | Torhütertrainer      |
| Alexandre Alphonse | Stürmertrainer       |

### Transfers 2025/26
Stand: 11. August 2025
| Zugänge | Abgänge |
| Sommer 2025 | Sommer 2025 |
| --- | --- |
| - Florian Ayé (AJ Auxerre) - Dylan Bronn (US Salernitana) - Lamine Fomba (AS Saint-Étienne) - Jocelyn Gourvennec (Trainer) - Giotto Morandi (Grasshopper Club Zürich) - Samuel Mraz (Motor Lublin) - Lilian Njoh (US Salernitana) - Ablie Jallow (FC Metz) | - Kasim Adams - Valton Behrami (FC Bulle) - Victory Beniangba (KRC Genk, Leih-Ende) - Léo Besson (Stade-Lausanne Ouchy, Leihe) - Sidiki Camara (Yverdon Sports, Leihe) - Enzo Crivelli - Moussa Diallo - Alexandre Dias Patricio - Thomas Häberli (Trainer) - Noah Henchoz (Étoile Carouge) - Dereck Kutesa (AEK Athen) - Alexander Lyng (Sönderjyske Fodbold) - Lois Ndema (FC Rapperswil-Jona) - Alioune Nodye (Valmiera FC, Leih-Ende) - Joseph Nonge (Juventus Turin, Leih-Ende) - Malik Sawadogo (FC Vaduz) - Usman Simbakoli (RWD Molenbeek) - Keigo Tsunemoto (FC Basel) - Julian von Moos (FC Luzern, Leihe) - Patrick Weber (Yverdon Sports, Leihe) |

## Stadion

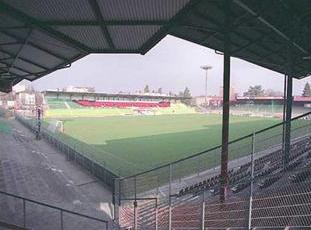
Stade des Charmilles

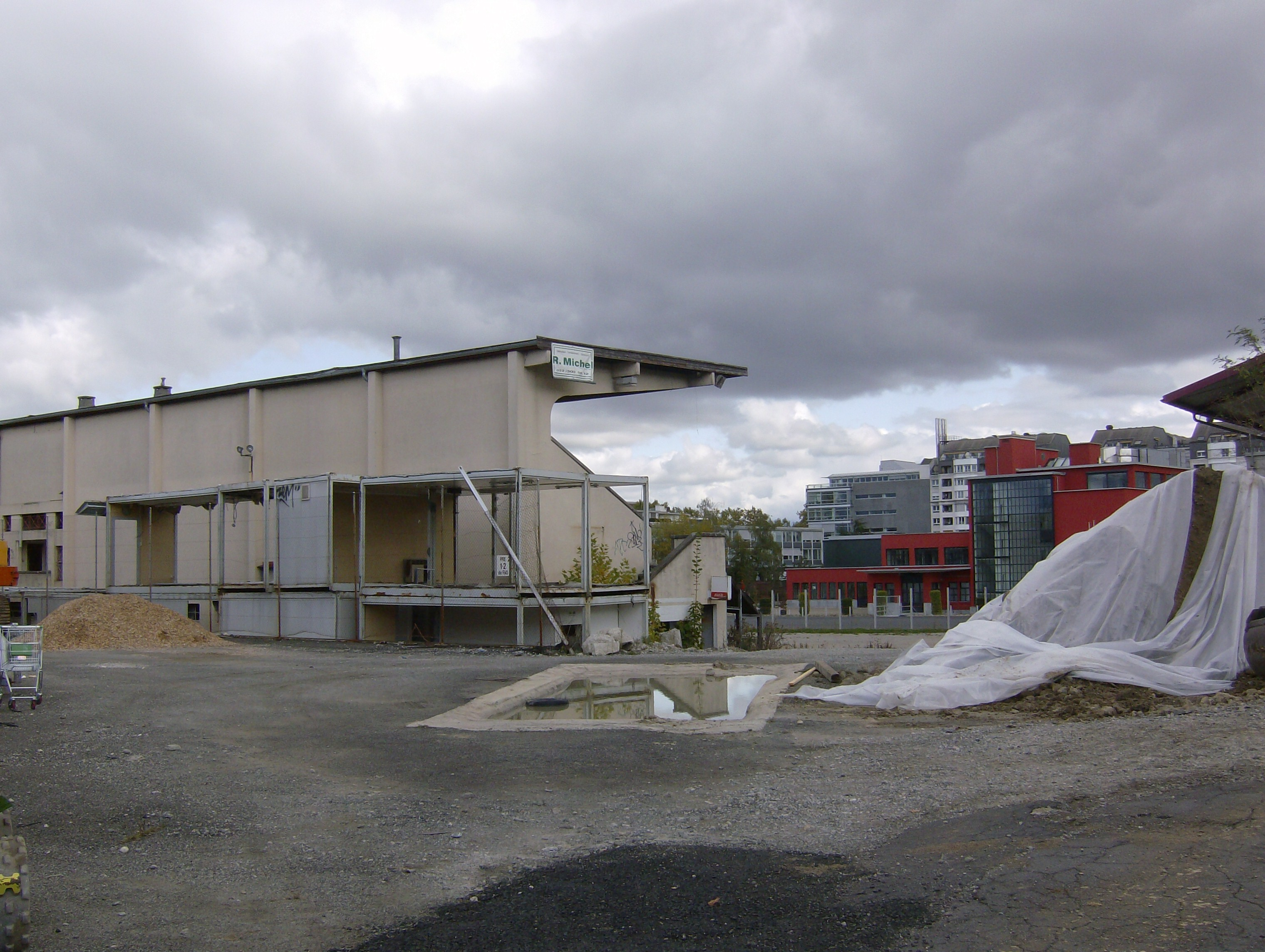
Stade des Charmilles

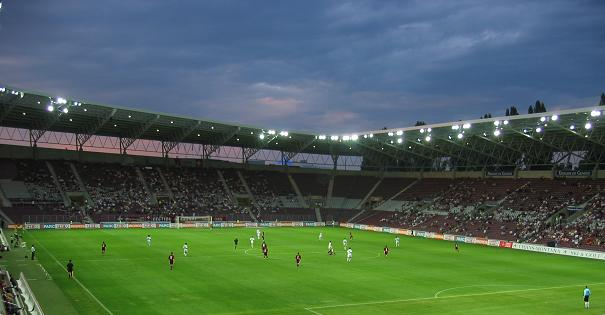
Stade de Genève

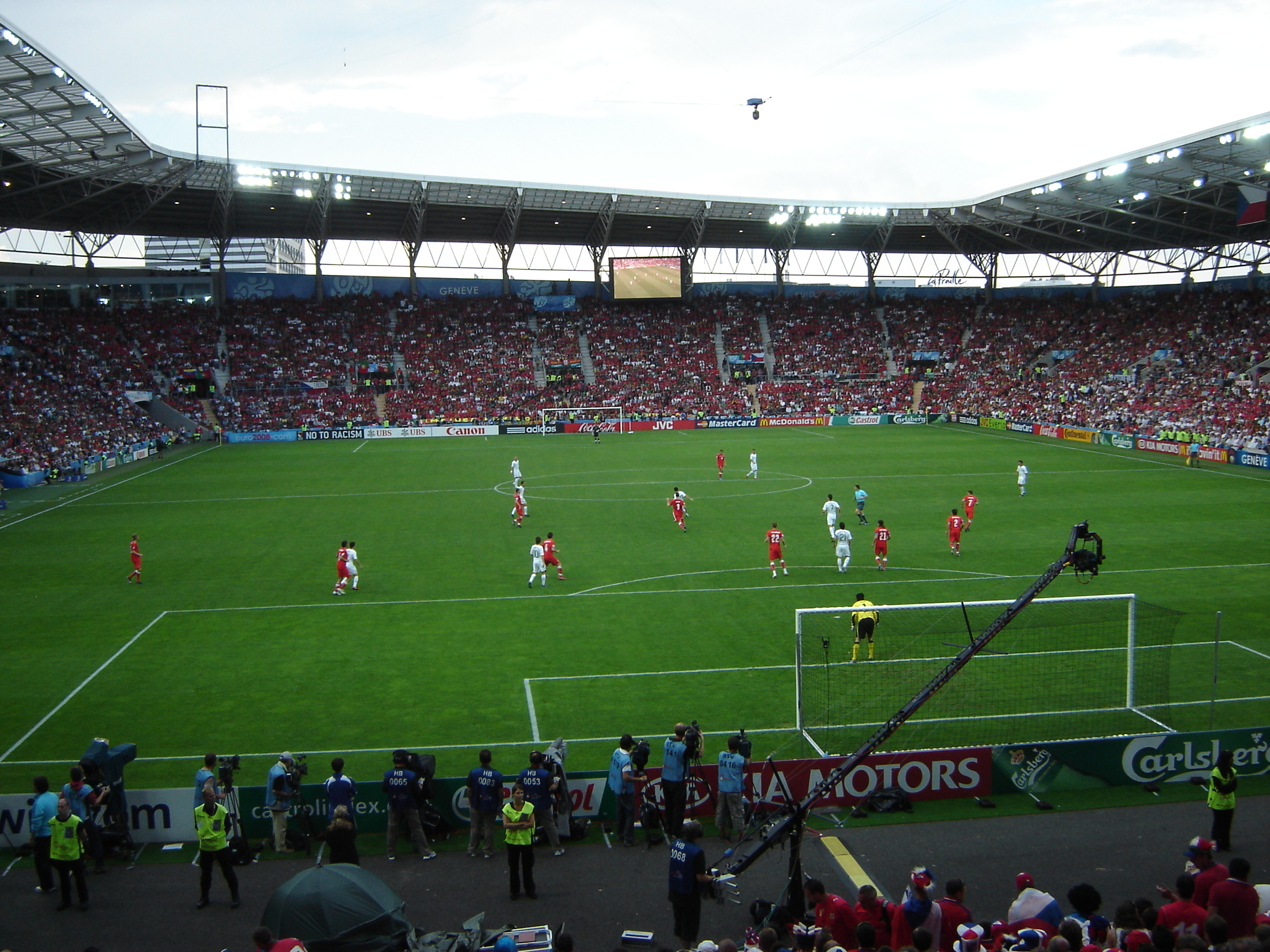
Stade de Genève

### Stade des Charmilles
Nach mehreren Standortwechseln fand der Servette FC im Stade des Charmilles ein neues Zuhause. Vom 20. Juni bis 8. Juli 1930 fand anlässlich der Stadioneröffnung die «Coupe des Nations» statt. Im offiziellen Eröffnungsspiel spielte der Servette FC gegen den Wiener Verein First Vienna FC. Ein Stehplatz kostete zu dieser Zeit erst 1.90 CHF, und auf die Tribüne kam man für 6.35 CHF. Im Jahr 1946 wurde das Stadion aufgestockt und bot von nun an Platz für 30'000 Fans. Am 14. Oktober 1951 wurde mit 40'000 Fans anlässlich des Länderspiels Schweiz gegen Frankreich der Zuschauerrekord aufgestellt. Am 11. Juni 1956 erhielt das Stadion eine Flutlichtanlage und konnte fortan auch Nachtspiele austragen. Im Jahr 1983 wurden die Tribünen hinter den Toren überdacht; von nun an war das gesamte Stadion überdacht. 1984 sprach der damalige Präsident Carlo Lavizzari das erste Mal von einem Stadionprojekt mit Einkaufszentrum, Parkplätzen und 1250 Wohnungen. Im Jahr 1985 wurde die Zuschauerzahl auf 20'000 gesenkt. Im Jahr 1995 wurde die Tribüne A vom SFV geschlossen, da sie zu gefährlich sei, ein Jahr darauf wurden Renovationsarbeiten gemacht und 14 Logen eingerichtet. Im Juni 1998 wurde aufgrund der europäischen Norm das gesamte Stadion mit Sitzplätzen ausgestattet. Es hatte fortan nur noch Platz für 9250 Zuschauer. Am 8. Dezember 2002 fand das letzte Spiel im legendären Stade des Charmilles statt.

### Stade de Genève
Im Juli 2000 begann der Bau des neuen Stade de Genève als Ersatz für das Stade des Charmilles. Das Stadion verfügt über 30'084 Plätze, die bis heute aber nur bei der Eröffnung und bei Länderspielen ausverkauft waren. Die Kosten beliefen sich auf insgesamt ca. 230 Mio. CHF, wobei auf einige geplante Bauprojekte rund ums Stadion verzichtet wurde. Lediglich das Stadion und das Einkaufszentrum «La Praille» wurden gebaut. Die Zuganbindung ist bis heute nicht realisiert, so dass die Zuschauer via Bahnhof Lancy-Pont-Rouge oder Tram an den Match reisen müssen.
Die offizielle Eröffnung des Stadions fand am 30. April 2003 mit dem Länderspiel Schweiz – Italien (1:2) statt.
Das Stadion wurde angesichts der Fussball-Europameisterschaft 2008 in der Schweiz und Österreich in Dimensionen gebaut, die ansonsten nicht benötigt werden. Es verfügt über einen Naturrasen und ist für alle Schweizer Fussballligen freigegeben. Das Spielfeld hat eine Länge von 105 m und eine Breite von 68 m.
Im Juni 2015 wurde durch den Genfer Regierungsrat eine Summe von 5,6 Millionen CHF für die Sanierung des Stade de Genève bewilligt. Tage zuvor wurde der Verein jedoch zwangsrelegiert, wobei etwa ein Betrag von 5 Millionen gefehlt hatte, um den Verein zu retten, weshalb die Sanierungspläne, obwohl dringend notwendig, auch einige Gegner auf den Plan riefen. In den Folgejahren wurden diverse Erneuerungen vorgenommen. So wurden die Sitze komplett ausgetauscht, ein neues Scheinwerferkonzept installiert und die Grossleinwände hinter den Toren ersetzt. Der Umbau wurde im Jahr 2022 beendet.

### Zuschauerschnitt
| Saison  | Durchschnitt | Insgesamt | Liga    | Spiele | Rang / Zuschauerzahl | Ligadurchschnitt |
| ------- | ------------ | --------- | ------- | ------ | -------------------- | ---------------- |
| 2003/04 | 9'200        | 165'602   | ASL     | 18     | 2/10                 | 8'990            |
| 2004/05 | 8'587        | 77'280    | SL      | 9 1    | 3/10                 | 8'304            |
| 2005/06 | 1'560        | 23'402    | 1. Liga | 15     | 1/16                 | 344              |
| 2006/07 | 2'356        | 40'044    | ChL     | 17     | 2/18                 | 1'357            |
| 2007/08 | 1'488        | 25'304    | ChL     | 17     | 4/18                 | 1127             |
| 2008/09 | 2'427        | 36'407    | ChL     | 15     | 3/16                 | 2'017            |
| 2009/10 | 3'584        | 53'764    | ChL     | 15     | 1/16                 | 1'212            |
| 2010/11 | 6'008        | 90'121    | ChL     | 15     | 1/16                 | 1'680            |
| 2011/12 | 10'697       | 181'848   | SL      | 17     | 4/10                 | 11'872           |
| 2012/13 | 6'666        | 119'992   | SL      | 18     | 8/10                 | 12'019           |
| 2013/14 | 3'013        | 54'230    | ChL     | 18     | 1/10                 | 1'459            |
| 2014/15 | 4'123        | 74'215    | ChL     | 18     | 1/10                 | 1'860            |
| 2015/16 | 1'522        | 22'833    | PL      | 15     | 1/16                 | 419              |
| 2016/17 | 2'445        | 44'005    | ChL     | 18     | 5/10                 | 2'806            |
| 2017/18 | 2'206        | 39'708    | ChL     | 18     | 4/10                 | 1'746            |
| 2018/19 | 4'327        | 77'880    | ChL     | 18     | 1/10                 | 2'155            |
| 2019/20 | 4'729        | 85'128    | SL      | 18     | 7/10                 | 7'469            |
| 2020/21 | 372 2        | 6'700     | SL      | 18     | 4/10                 | 357 2            |
| 2021/22 | 6'902        | 124'229   | SL      | 18     | 7/10                 | 11'398           |
| 2022/23 | 8'431        | 151'762   | SL      | 18     | 6/10                 | 13'168           |
| 2023/24 | 7'810        | 148'387   | SL      | 19     | 6/10                 | 11'377           |
| 2024/25 | 9'932        | 188'701   | SL      | 19     | 6/10                 | 12'314           |

### Trainingsgelände
Servette verfügt über die beiden Trainingsgelände Stade de la Fontenette und Stade de Balexert.

#### Stade de la Fontenette
Das Stade de la Fontenette verfügt über 5 Plätze. Der Hauptplatz ist für Spiele in der Challenge League freigegeben; im Hinblick auf Sicherheit und Besucherzahl wird aber das Stade de Genève vorgezogen. Der Hauptplatz hat, wie auch das Stade de Genève, die Masse 105 m/68 m. Das Gelände besteht schon seit dem Jahr 1980; es wurde in den Jahren 2007/08 erneuert.
Im Stade de la Fontenette ist auch Étoile Carouge FC angesiedelt. Es werden nur die Spiele der gemischten Teams (Servette FC/Etoile Carouge) im Stade de la Fontenette ausgetragen.

#### Stade de Balexert
Das Gelände Stade de Balexert verfügt über 4 Plätze. Der Hauptplatz ist seit dem Jahr 2007 ein Kunstrasen, die restlichen Plätze sind Naturrasen. Platz Nr. 4 ist für Spiele nicht zugelassen. Die restlichen Plätze (100 m/64 m und 97 m/60 m) verfügen über die nötigen Masse. Die Plätze sind bis 2. Liga interregional freigegeben. Das Stade de Balexert existiert seit dem Jahr 1901.
Alle M-Mannschaften (gleichbedeutend mit U-Mannschaften) tragen ihre Spiele im Stade de Balexert aus.

## Ligazugehörigkeit
Servette war bis im Jahr 2013 das einzige Team, das noch nie sportlich aus der obersten Liga abgestiegen war. Im Jahr 2005 wurde es am «grünen Tisch» in die 1. Liga relegiert, konnte ein Jahr darauf aber direkt in die Challenge League aufsteigen und im Jahr 2011 seine Rückkehr in die oberste Spielklasse (Super League) feiern.

## Ewige Tabelle
Servette liegt derzeit auf dem 4. Rang der ewigen Tabelle der Super League.

## Erfolge
| National | International |

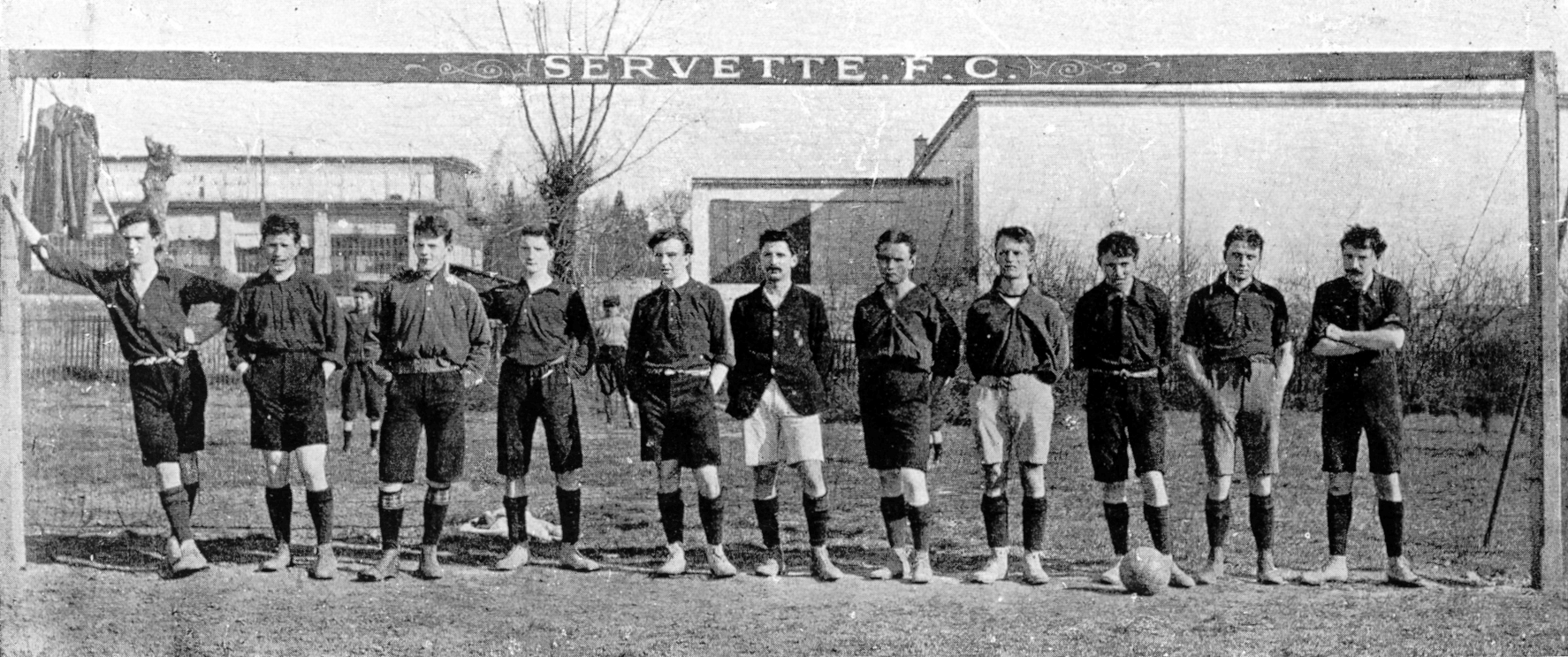
Meisterteam 1907

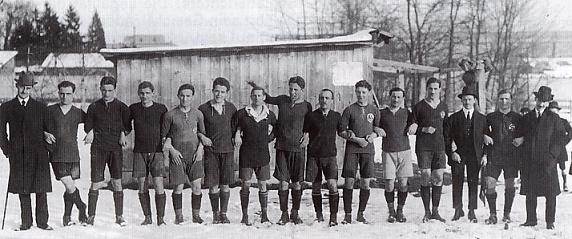
Meisterteam 1918

| - Schweizer Meister (17) - 1907, 1918, 1922, 1925, 1926, 1930, 1933, 1934, 1940, 1946, 1950, 1961, 1962, 1979, 1985, 1994, 1999 - Schweizer Cup (8) - Cupsieger: 1928, 1949, 1971, 1978, 1979, 1984, 2001, 2024 - Finalist: 1934, 1936, 1938, 1941, 1959, 1965, 1966, 1976, 1983, 1986, 1987, 1996 - Challenge League (1) - Meister und Aufstieg: 2019 - Vizemeister und Aufstieg: 2011 - 1. Liga/Promotion League (2) - Meister und Aufstieg: 2006, 2016. - Ligacup (3) - Sieger: 1977, 1979 und 1980. | - Meistercup - Beste Leistungen: Achtelfinal 1962, 1980, 1986. - UEFA-Cup und UEFA Europa League - Beste Leistungen: Achtelfinal 1983, 2002 - Cup der Cupsieger - Beste Leistungen: Viertelfinal 1967, 1979 - Messestädte-Cup - Beste Leistung: Achtelfinal 1966 - International Football Cup - Beste Leistung: Viertelfinal 1963 - Alpencup (4) - Sieger: 1973, 1975, 1976, 1978. |

### Ligatorschützenkönige
Geht es beim Servette FC um Torschützenkönige, führt kein Weg an Jacques Fatton vorbei. Kein Servettien wurde öfters Torschützenkönig in der obersten Schweizer Liga.

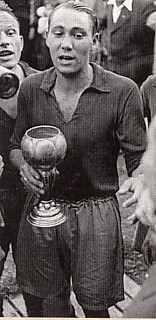
Georges Aeby 1940

| Saison  | Spieler               | Tore |
| ------- | --------------------- | ---- |
| 1933/34 | Leopold Kielholz      | 40   |
| 1939/40 | Georges Aeby          | 22   |
| 1948/49 | Jacques Fatton        | 21   |
| 1949/50 | Jacques Fatton        | 32   |
| 1961/62 | Jacques Fatton        | 25   |
| 1963/64 | Michel Desbiolles     | 23   |
| 1982/83 | Jean-Paul Brigger     | 23   |
| 1986/87 | John Eriksen          | 28   |
| 1987/88 | John Eriksen          | 36   |
| 1988/89 | Karl-Heinz Rummenigge | 24   |
| 1991/92 | Miklos Molnar         | 18   |
| 1992/93 | Sonny Anderson        | 20   |
| 1998/99 | Alexandre Rey         | 19   |

### Fussballer des Jahres
Von 1973 bis 1998 wurde die Trophäe für den Fussballer des Jahres vergeben, anschliessend wurde dieser durch die beiden Titel Axpo Player of the Year (Spieler aus Schweizer Ligen) und Credit Suisse Player of the Year (nur Nationalspieler) ersetzt. Insgesamt fünf Trophäen für den Fussballer des Jahres gingen an Servettiens, zwei davon an Umberto Barberis; er ist damit aktueller Rekordhalter bei Servette. 

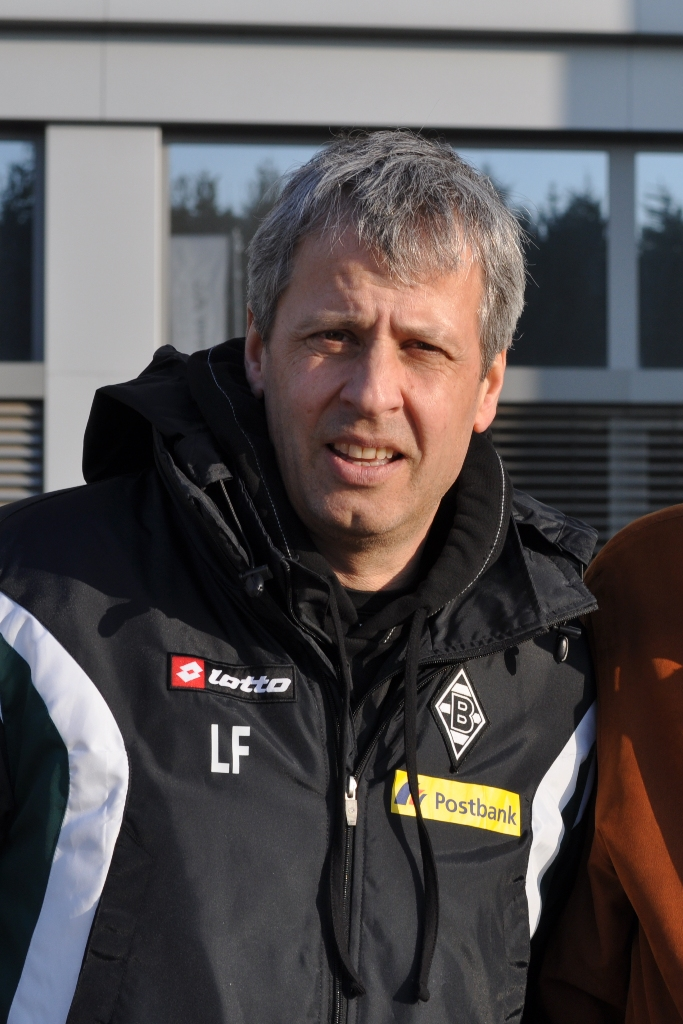
Lucien Favre

Stand: 28. Mai 2019
| Jahr | Spieler          | Position   |
| ---- | ---------------- | ---------- |
| 1977 | Joko Pfister     | Sturm      |
| 1979 | Umberto Barberis | Mittelfeld |
| 1980 | Umberto Barberis | Mittelfeld |
| 1983 | Lucien Favre     | Mittelfeld |
| 1999 | Alexandre Rey    | Sturm      |

### Interne Rekordhalter
Wenn es um Rekorde geht, kommt man beim Servette FC nicht um Jacques «Jacky» Fatton herum, er besetzt sowohl den Rekord für die meisten Einsätze für den Servette FC (440 Einsätze) wie auch den Rekord für den erfolgreichsten Torschützen (307 Tore).

### Cupfinals
Der Servette FC konnte schon acht Mal den Schweizer Cup für sich entscheiden. Der Cup-«Angstgegner» ist bisher der Grasshopper Club Zürich, gegen den man insgesamt zehn Mal ausschied (vier Mal im Final) und nur fünf Mal gewinnen konnte (drei Mal im Final). Cup-«Lieblingsgegner» sind die Berner Young Boys: Servette konnte sich insgesamt neun Mal durchsetzen, erlitt gegen die Berner aber auch vier Niederlagen (je ein Mal im Final).
Alle Cupfinals, die der Servette FC bisher bestritten hat:

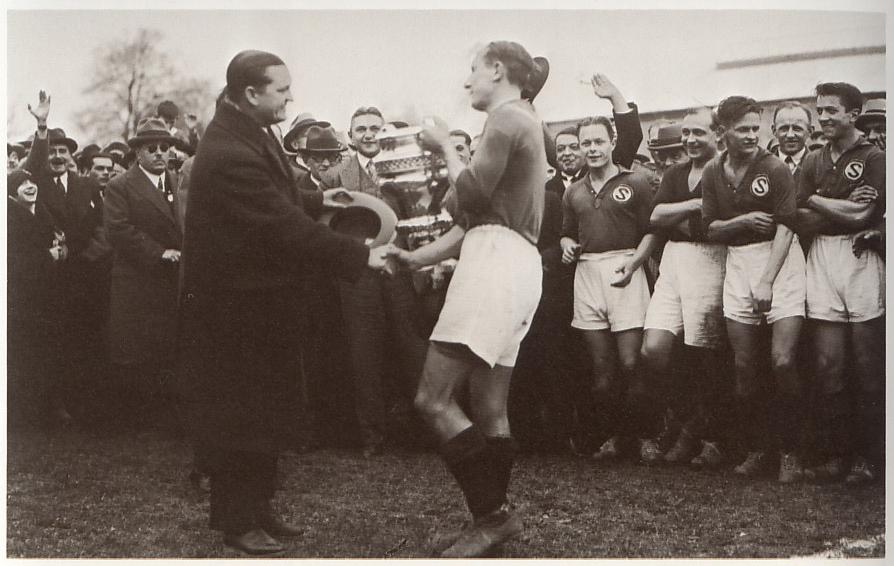
Cupsieger Servette FC 1927/28

| Jahr | Match                              | Resultat        |
| ---- | ---------------------------------- | --------------- |
| 1928 | Servette FC – GC                   | 5:1             |
| 1934 | GC – Servette FC                   | 2:0             |
| 1936 | Young Fellows Zürich – Servette FC | 2:0             |
| 1938 | GC – Servette FC                   | 2:2 n. V. 5:1 * |
| 1941 | GC – Servette FC                   | 1:1 n. V. 2:0 * |
| 1949 | Servette FC – GC                   | 3:0             |
| 1959 | FC Grenchen – Servette FC          | 1:0             |
| 1965 | FC Sion – Servette FC              | 2:1             |
| 1966 | FC Zürich – Servette FC            | 2:0             |
| 1971 | Servette FC – FC Lugano            | 2:0             |
| 1976 | FC Zürich – Servette FC            | 1:0             |
| 1978 | Servette FC – GC                   | 2:2 n. V. 1:0 * |
| 1979 | Servette FC – Young Boys           | 1:1 n. V. 3:2 * |
| 1983 | GC – Servette FC                   | 2:2 n. V. 3:0 * |
| 1984 | Servette FC – Lausanne-Sport       | 1:0 n. V.       |
| 1986 | FC Sion – Servette FC              | 3:1             |
| 1987 | Young Boys – Servette FC           | 4:2 n. V.       |
| 1986 | FC Sion – Servette FC              | 3:2             |
| 2001 | Servette FC – Yverdon-Sport        | 3:0             |
| 2024 | Servette FC – FC Lugano            | 0:0 n. P. 9:8   |

## Vereinslogos

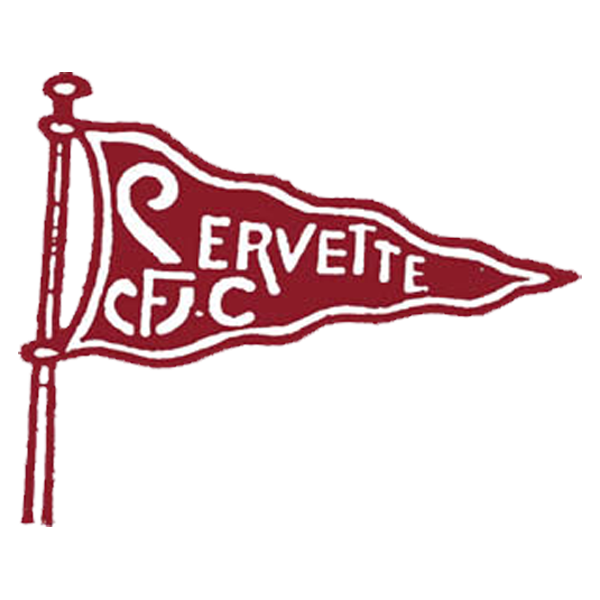
Ehemaliges Logo von 1890–1966
Ehemaliges Logo von 1975–1980[33]
Ehemaliges Logo von 1980–1983[33]
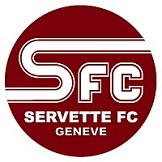
Ehemaliges Logo von 1984–1991
Ehemaliges Logo von 1997–2003[33]
Ehemaliges Logo von 2003–2008[33]
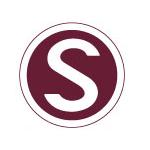
Ehemaliges Logo

## Europacupbilanz
Servette spielte bisher über 100 Spiele auf internationaler Ebene. Die Grenats waren das erste Schweizer Team, das sich für einen internationalen Wettbewerb qualifizierte. Den höchsten Sieg gab es am 6. September 1961 beim 5:0-Heimsieg gegen Hibernians Paola. Die höchste Niederlage setzte es am 12. Oktober 1955 in Madrid beim 0:5 gegen Real Madrid ab. Die meisten internationalen Spiele für den Servette FC bestritt Marc Schnyder mit 33 internationalen Einsätzen für die Grenats. Der beste Torschütze ist Jean-Paul Brigger, der insgesamt neun Treffer erzielen konnte.
| Saison    | Wettbewerb                    | Runde                  | Gegner                | Gesamt          | Hin                     | Rück          |
| --------- | ----------------------------- | ---------------------- | --------------------- | --------------- | ----------------------- | ------------- |
| 1955/56   | Meistercup                    | 1. Runde               | Real Madrid           | 0:7             | 0:2 (H)                 | 0:5 (A)       |
| 1961/62   | Meistercup                    | Vorrunde               | Hibernians Paola      | 7:1             | 5:0 (H)                 | 2:1 (A)       |
| 1961/62   | Meistercup                    | 1. Runde               | Dukla Prag            | 4:5             | 4:3 (H)                 | 0:2 (A)       |
| 1962/63   | Meistercup                    | Vorrunde               | Feyenoord Rotterdam   | 5:7             | 1:3 (H)                 | 3:1 (A)       |
| 1962/63   | Meistercup                    | Vorrunde               | Feyenoord Rotterdam   | 5:7             | 1:3 n. V. in Düsseldorf |               |
| 1963/64   | Messestädte-Cup               | 1. Runde               | Spartak Brno ZJŠ      | 1:7             | 0:5 (A)                 | 1:2 (H)       |
| 1964/65   | Messestädte-Cup               | 1. Runde               | Real Madrid           | 3:8             | 2:2 (H)                 | 1:6 (A)       |
| 1965/66   | Messestädte-Cup               | 2. Runde               | AIK Solna             | 5:3             | 1:2 (A)                 | 4:1 (H)       |
| 1965/66   | Messestädte-Cup               | 3. Runde               | TSV 1860 München      | 2:5             | 1:1 (H)                 | 1:4 (A)       |
| 1966/67   | Cup der Cupsieger             | 1. Runde               | Åbo IFK               | 3:2             | 1:1 (H)                 | 2:1 (A)       |
| 1966/67   | Cup der Cupsieger             | 2. Runde               | Sparta Rotterdam      | 2:1             | 2:0 (H)                 | 0:1 (A)       |
| 1966/67   | Cup der Cupsieger             | Viertelfinal           | Slawia Sofia          | 1:3             | 1:0 (H)                 | 0:3 (A)       |
| 1967/68   | Messestädte-Cup               | 1. Runde               | TSV 1860 München      | 2:6             | 2:2 (H)                 | 0:4 (A)       |
| 1971/72   | Cup der Cupsieger             | 1. Runde               | Liverpool FC          | 2:3             | 2:1 (H)                 | 0:2 (A)       |
| 1974/75   | UEFA-Cup                      | 1. Runde               | Derby County          | 2:6             | 1:4 (A)                 | 1:2 (H)       |
| 1976/77   | Cup der Cupsieger             | Vorrunde               | Cardiff City          | (a)2:2(a)       | 0:1 (A)                 | 2:1 (H)       |
| 1977/78   | UEFA-Cup                      | 1. Runde               | Athletic Bilbao       | 1:2             | 1:0 (H)                 | 0:2 (A)       |
| 1978/79   | Cup der Cupsieger             | 1. Runde               | PAOK Thessaloniki     | 4:2             | 0:2 (A)                 | 4:0 (H)       |
| 1978/79   | Cup der Cupsieger             | 2. Runde               | AS Nancy              | 4:3             | 2:1 (H)                 | 2:2 (A)       |
| 1978/79   | Cup der Cupsieger             | Viertelfinal           | Fortuna Düsseldorf    | (a)1:1(a)       | 0:0 (A)                 | 1:1 (H)       |
| 1979/80   | Meistercup                    | 1. Runde               | KSK Beveren           | 4:2             | 3:1 (H)                 | 1:1 (A)       |
| 1979/80   | Meistercup                    | 2. Runde               | BFC Dynamo            | 3:4             | 1:2 (A)                 | 2:2 (H)       |
| 1980/81   | UEFA-Cup                      | 1. Runde               | FC Sochaux            | 2:3             | 0:2 (A)                 | 2:1 (H)       |
| 1982/83   | UEFA-Cup                      | 1. Runde               | FC Progrès Niederkorn | 4:0             | 1:0 (A)                 | 3:0 (H)       |
| 1982/83   | UEFA-Cup                      | 2. Runde               | Śląsk Wrocław         | 7:1             | 2:0 (A)                 | 5:1 (H)       |
| 1982/83   | UEFA-Cup                      | 3. Runde               | Bohemians ČKD Prag    | 3:4             | 2:2 (H)                 | 1:2 (A)       |
| 1983/84   | Cup der Cupsieger             | 1. Runde               | FC Avenir Beggen      | 9:1             | 4:0 (H)                 | 5:1 (A)       |
| 1983/84   | Cup der Cupsieger             | 2. Runde               | Schachtar Donezk      | 1:3             | 0:1 (A)                 | 1:2 (H)       |
| 1984/85   | Cup der Cupsieger             | 1. Runde               | APOEL Nikosia         | 6:1             | 3:0 (A)                 | 3:1 (H)       |
| 1984/85   | Cup der Cupsieger             | 2. Runde               | AE Larisa             | 2:3             | 1:2 (A)                 | 1:1 (H)       |
| 1985/86   | Meistercup                    | 1. Runde               | Linfield FC           | 4:3             | 2:2 (A)                 | 2:1 (H)       |
| 1985/86   | Meistercup                    | 2. Runde               | FC Aberdeen           | 0:1             | 0:0 (H)                 | 0:1 (A)       |
| 1988/89   | UEFA-Cup                      | 1. Runde               | SK Sturm Graz         | 1:0             | 1:0 (H)                 | 0:0 (A)       |
| 1988/89   | UEFA-Cup                      | 2. Runde               | FC Groningen          | 1:3             | 0:2 (A)                 | 1:1 (H)       |
| 1993/94   | UEFA-Cup                      | 1. Runde               | Crusaders FC          | 4:0             | 0:0 (A)                 | 4:0 (H)       |
| 1993/94   | UEFA-Cup                      | 2. Runde               | Girondins Bordeaux    | 1:3             | 1:2 (A)                 | 0:1 (H)       |
| 1994/95   | UEFA Champions League         | 1. Runde               | Steaua Bukarest       | 2:5             | 1:4 (A)                 | 1:1 (H)       |
| 1998/99   | UEFA-Cup                      | 2. Qualifikationsrunde | Germinal Beerschot    | 5:3             | 4:1 (A)                 | 1:2 (H)       |
| 1998/99   | UEFA-Cup                      | 1. Runde               | ZSKA Sofia            | (a)2:2(a)       | 2:1 (H)                 | 0:1 (A)       |
| 1999/2000 | UEFA Champions League         | 3. Qualifikationsrunde | SK Sturm Graz         | 3:4             | 1:2 (A)                 | 2:2 (H)       |
| 1999/2000 | UEFA-Cup                      | 1. Runde               | Aris Thessaloniki     | 2:3             | 1:1 (A)                 | 1:2 n. V. (H) |
| 2001/02   | UEFA-Cup                      | 1. Runde               | Slavia Prag           | 2:1             | 1:0 (H)                 | 1:1 (A)       |
| 2001/02   | UEFA-Cup                      | 2. Runde               | Real Saragossa        | 1:0             | 0:0 (A)                 | 1:0 (H)       |
| 2001/02   | UEFA-Cup                      | 3. Runde               | Hertha BSC            | 3:0             | 0:0 (H)                 | 3:0 (A)       |
| 2001/02   | UEFA-Cup                      | Achtelfinal            | FC Valencia           | 2:5             | 0:3 (A)                 | 2:2 (H)       |
| 2002/03   | UEFA-Cup                      | Qualifikation          | Araks Ararat          | 5:0             | 2:0 (A)                 | 3:0 (H)       |
| 2002/03   | UEFA-Cup                      | 1. Runde               | Amica Wronki          | (a)4:4(a)       | 2:3 (H)                 | 2:1 (A)       |
| 2004/05   | UEFA-Cup                      | 2. Qualifikationsrunde | Újpest Budapest       | 1:5             | 1:3 (A)                 | 0:2 (H)       |
| 2012/13   | UEFA Europa League            | 2. Qualifikationsrunde | Gandsassar Kapan      | 5:1             | 2:0 (H)                 | 3:1 (A)       |
| 2012/13   | UEFA Europa League            | 3. Qualifikationsrunde | Rosenborg Trondheim   | (a)1:1(a)       | 1:1 (H)                 | 0:0 (A)       |
| 2020/21   | UEFA Europa League            | 1. Qualifikationsrunde | MFK Ružomberok        | 3:0             | 3:0 (H)                 | 3:0 (H)       |
| 2020/21   | UEFA Europa League            | 2. Qualifikationsrunde | Stade de Reims        | 0:1             | 0:1 (H)                 | 0:1 (H)       |
| 2021/22   | UEFA Europa Conference League | 2. Qualifikationsrunde | Molde FK              | 2:3             | 0:3 (A)                 | 2:0 (H)       |
| 2023/24   | UEFA Champions League         | 2. Qualifikationsrunde | KRC Genk              | 3:3 (4:1 i. E.) | 1:1 (H)                 | 2:2 n. V. (A) |
| 2023/24   | UEFA Champions League         | 3. Qualifikationsrunde | Glasgow Rangers       | 2:3             | 1:2 (A)                 | 1:1 (H)       |
| 2023/24   | UEFA Europa League            | Gruppenphase           | Slavia Prag           | 0:6             | 0:2 (H)                 | 0:4 (A)       |
| 2023/24   | UEFA Europa League            | Gruppenphase           | AS Rom                | 1:5             | 0:4 (A)                 | 1:1 (H)       |
| 2023/24   | UEFA Europa League            | Gruppenphase           | Sheriff Tiraspol      | 3:2             | 1:1 (A)                 | 2:1 (H)       |
| 2023/24   | UEFA Europa Conference League | Zwischenrunde          | Ludogorets Rasgrad    | 1:0             | 0:0 (H)                 | 1:0 (A)       |
| 2023/24   | UEFA Europa Conference League | Achtelfinal            | Viktoria Pilsen       | 0:0 (1:3 i. E.) | 0:0 (H)                 | 0:0 n. V.(A)  |
| 2024/25   | UEFA Europa League            | 3. Qualifikationsrunde | Sporting Braga        | 1:2             | 0:0 (A)                 | 1:2 (H)       |
| 2024/25   | UEFA Conference League        | Play-offs              | FC Chelsea            | 2:3             | 0:2 (A)                 | 2:1 (H)       |
| 2025/26   | UEFA Champions League         | 2. Qualifikationsrunde | Viktoria Pilsen       | 2:3             | 1:0 (A)                 | 1:3 (H)       |
| 2025/26   | UEFA Europa League            | 3. Qualifikationsrunde | FC Utrecht            | 2:5             | 1:3 (H)                 | 1:2 (A)       |
| 2025/26   | UEFA Conference League        | Play-offs              | Schachtar Donezk      | -:-             | -:- (A)                 | -:- (H)       |

Gesamtbilanz: 125 Spiele, 42 Siege, 33 Unentschieden, 50 Niederlagen, 163:176 Tore (Tordifferenz −13)

## Schweizer Ligacup-Siege
Insgesamt gewann der Servette FC dreimal den Schweizer Ligacup.

### 1977
| Servette FC                                              | Servette FC | Neuchâtel Xamax                                                                                      | Neuchâtel Xamax |
| -------------------------------------------------------- | --- | --- | --------------- |
| Servette FC                                              | \| Final \| \| 3. Mai 1977 in Lausanne (Stade Olympique de la Pontaise) \| \| Ergebnis: 2:0 (0:0) \|                            | \| Final \| \| 3. Mai 1977 in Lausanne (Stade Olympique de la Pontaise) \| \| Ergebnis: 2:0 (0:0) \| | Neuchâtel Xamax |
| Servette FC                                              | Engel, Schnyder, Guyot, Bizzini, Martin, Barberis, Thouvenel, Andrey, Pfister, Chivers, Kurt Müller Cheftrainer: Péter Pázmándy | | Neuchâtel Xamax |
| Servette FC                                              | 1:0 Kurt Müller (50.) 2:0 Thouvenel (75.)                                                                                       | | Neuchâtel Xamax |
| Final                                                    | | |                 |
| 3. Mai 1977 in Lausanne (Stade Olympique de la Pontaise) | | |                 |
| Ergebnis: 2:0 (0:0)                                      | | |                 |

### 1979
| FC Basel                              | FC Basel                                                                                     | Servette FC | Servette FC |
| ------------------------------------- | -------------------------------------------------------------------------------------------- | --- | ----------- |
| FC Basel                              | \| Final \| \| 5. Mai 1979 in Basel (St. Jakob-Park) \| \| Ergebnis: 2:2 (1:2), 3:4 i. P. \| | \| Final \| \| 5. Mai 1979 in Basel (St. Jakob-Park) \| \| Ergebnis: 2:2 (1:2), 3:4 i. P. \|                                                | Servette FC |
| FC Basel                              | Schönenberger, Stohler, Maradan, von Wartburg, Tanner                                        | Engel, Guyot, Valentini, Trinchero, Bizzini, Coutaz, Barberis, Dutoit (85 Martin), Schnyder, Hamberg, Peterhans Cheftrainer: Péter Pázmándy | Servette FC |
| FC Basel                              | 1:1 Schönenberger (18.) 2:2 Schönenberger (87.)                                              | 0:1 Peterhans (5.) 1:2 Barberis (37.) | Servette FC |
| FC Basel                              | Elfmeterschießen                                                                             | | Servette FC |
| FC Basel                              | 1:0 Stohler 2:1 Maradan 2:2 Schönenberger 3:2 von Wartburg 3:3 Tanner                        | 1:1 Schnyder 2:2 Barberis 2:2 Guyot 3:3 Trinchero 3:4 Engel                                                                                 | Servette FC |
| Final                                 |                                                                                              | |             |
| 5. Mai 1979 in Basel (St. Jakob-Park) |                                                                                              | |             |
| Ergebnis: 2:2 (1:2), 3:4 i. P.        |                                                                                              | |             |

### 1980
| Servette FC                            | Servette FC | Grasshopper Club Zürich                                                            | Grasshopper Club Zürich |
| -------------------------------------- | --- | ---------------------------------------------------------------------------------- | ----------------------- |
| Servette FC                            | \| Final \| \| 6. Mai 1980 in Biel (Stadion Gurzelen) \| \| Ergebnis: 3:0 (1:0) \|                                                                        | \| Final \| \| 6. Mai 1980 in Biel (Stadion Gurzelen) \| \| Ergebnis: 3:0 (1:0) \| | Grasshopper Club Zürich |
| Servette FC                            | Engel, Guyot, Valentini, Trinchero, Bizzini, Schnyder, Barberis (Guy Dutoit), Andrey, Sarrasin, Cicinotta, Radi (Ch. Matthey) Cheftrainer: Péter Pázmándy |                                                                                    | Grasshopper Club Zürich |
| Servette FC                            | 1:0 Cucinotta (12.) 2:0 Schnyder (46.) 3:0 Barberis (49.)                                                                                                 |                                                                                    | Grasshopper Club Zürich |
| Final                                  | |                                                                                    |                         |
| 6. Mai 1980 in Biel (Stadion Gurzelen) | |                                                                                    |                         |
| Ergebnis: 3:0 (1:0)                    | |                                                                                    |                         |

## Alpencup-Siege

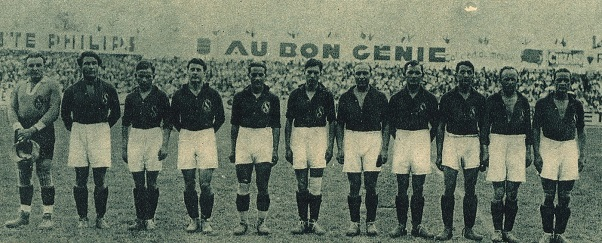
Servette am Coupe des Nations 1930

### 1973
|               | Gesamt |             | Hinspiel | Rückspiel |
| ------------- | ------ | ----------- | -------- | --------- |
| RC Strasbourg | 2:5    | Servette FC | 1:2      | 1:3       |
| Stade Reims   | 4:5    | Servette FC | 4:1      | 0:4       |

### 1975
|             | Gesamt |                 | Hinspiel | Rückspiel |
| ----------- | ------ | --------------- | -------- | --------- |
| Servette FC | 2:2    | Olympique Nîmes | 2:1      | 0:1       |
| Servette FC | 7:4    | CA Bastia       | 3:0      | 4:4       |
| Servette FC | 3:0    | FC Basel        | Final    |           |

### 1976
|             | Gesamt |                 | Hinspiel | Rückspiel |
| ----------- | ------ | --------------- | -------- | --------- |
| FC Metz     | 5:6    | Servette FC     | 3:3      | 2:3       |
| Servette FC | 4:2    | FC Nantes       | 3:2      | 1:0       |
| Servette FC | 2:1    | Olympique Nîmes | Final    |           |

### 1978
|               | Gesamt |                | Hinspiel | Rückspiel |
| ------------- | ------ | -------------- | -------- | --------- |
| RC Strasbourg | 3:6    | Servette FC    | 1:2      | 2:4       |
| Servette FC   | 2:3    | OGC Nice       | 2:1      | 0:2       |
| Servette FC   | 4:0    | Lausanne-Sport | Final    |           |

## Trainer

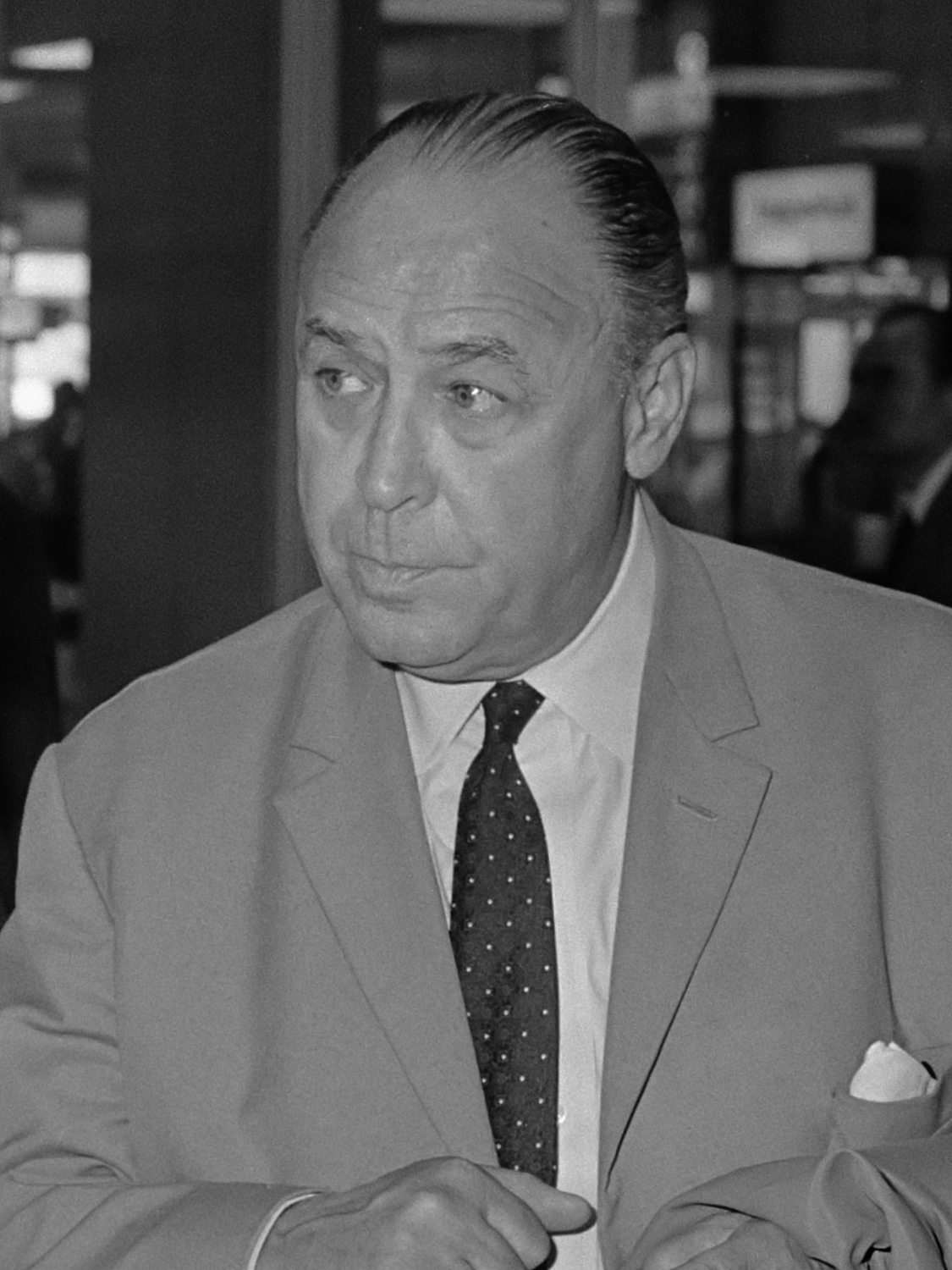
Karl Rappan 1931–1935, 1948–1953, 1954–1957

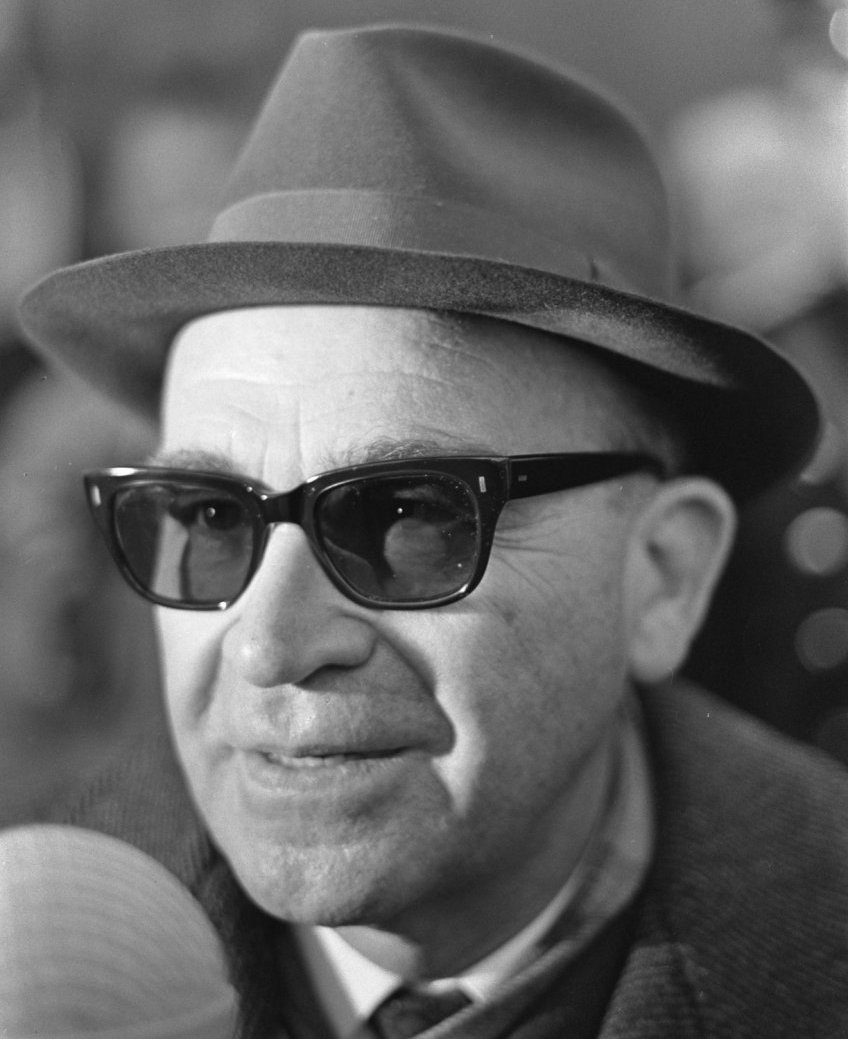
Béla Guttmann 1966–1967

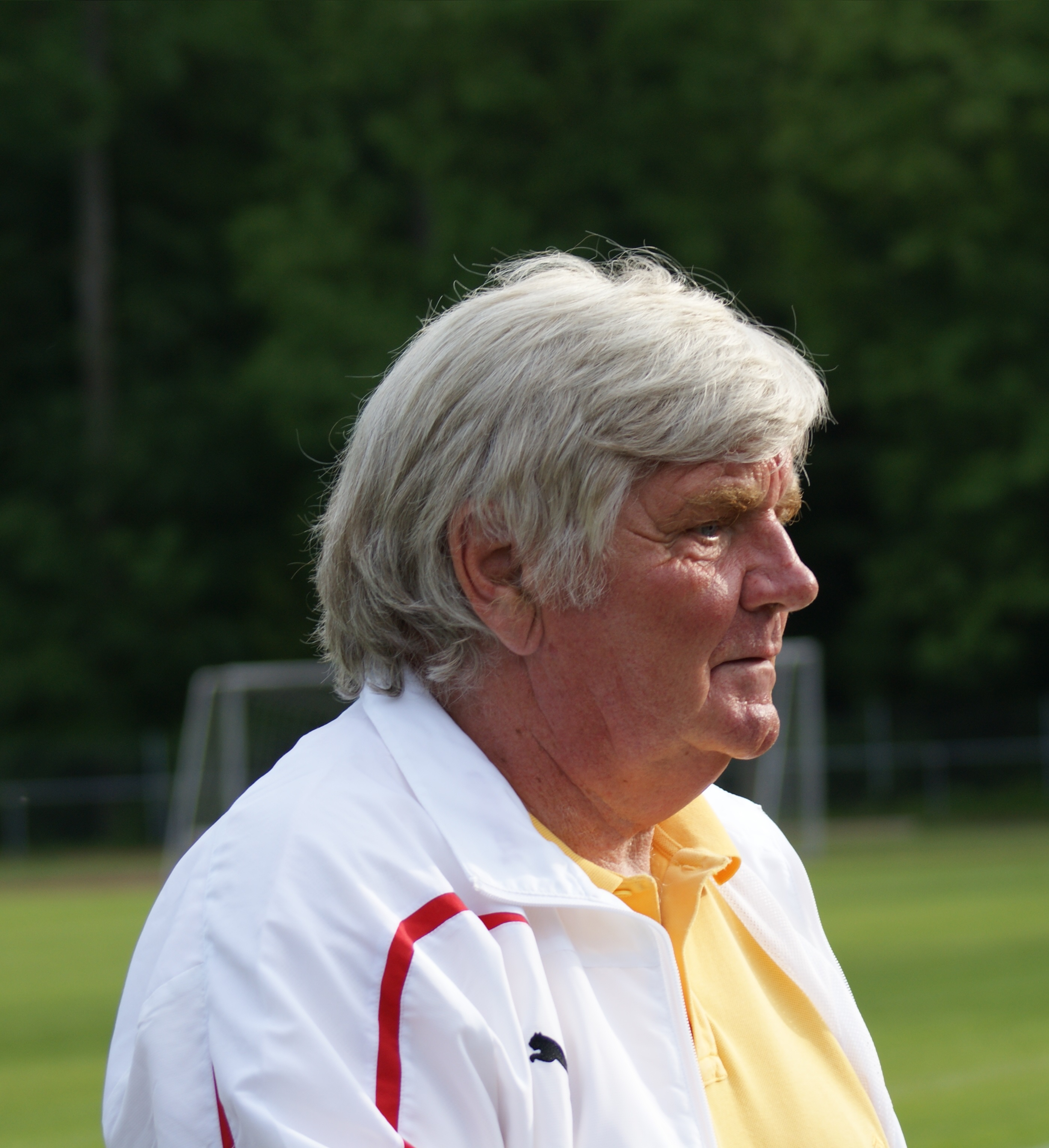
Jürgen Sundermann 1972–1976

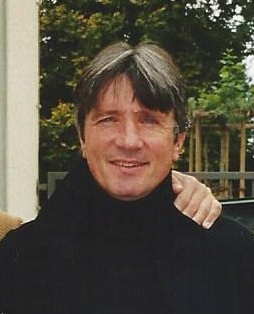
Gérard Castella 1997–1999, 2008–2009

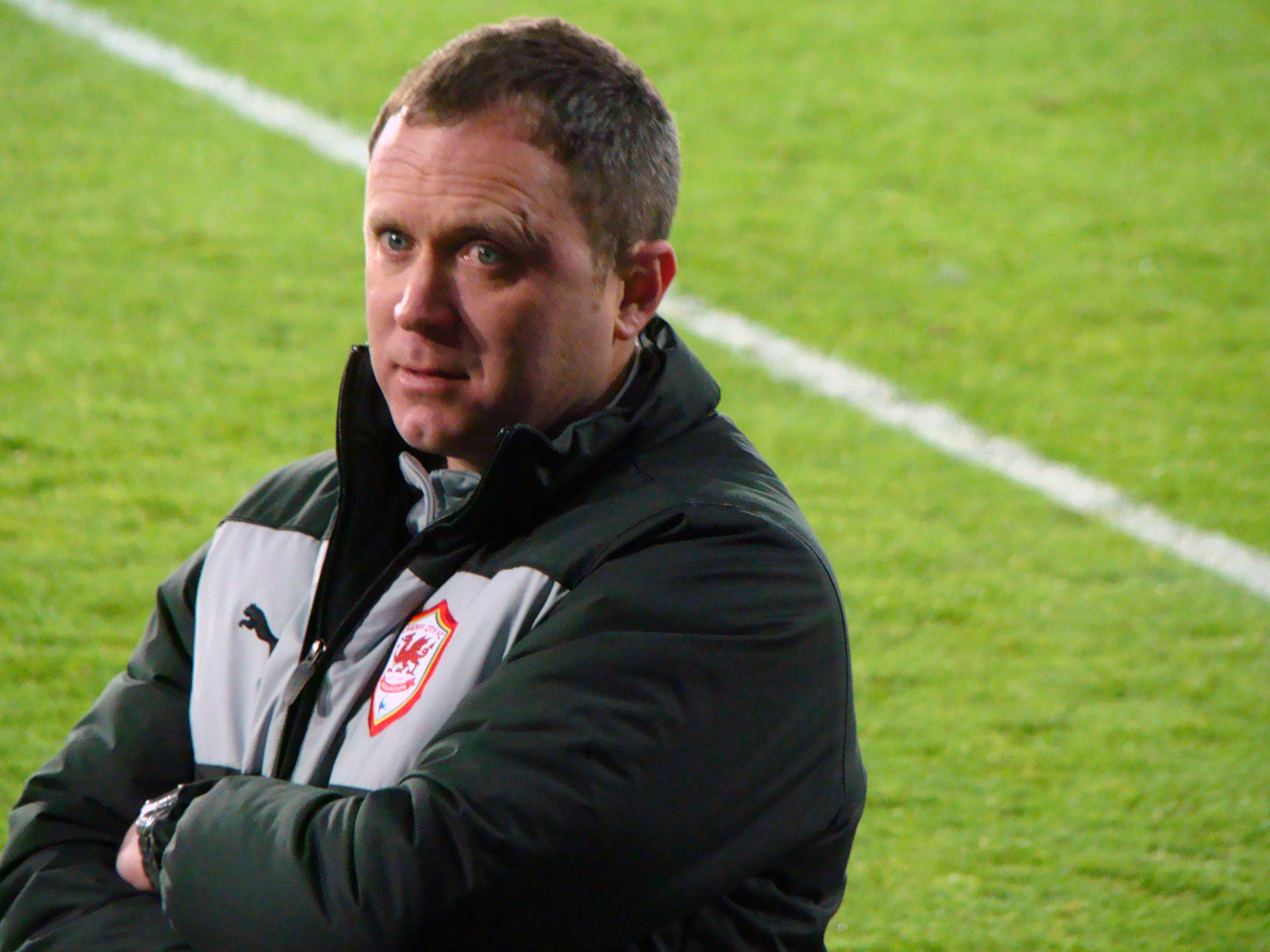
Kevin Cooper 2014–2015

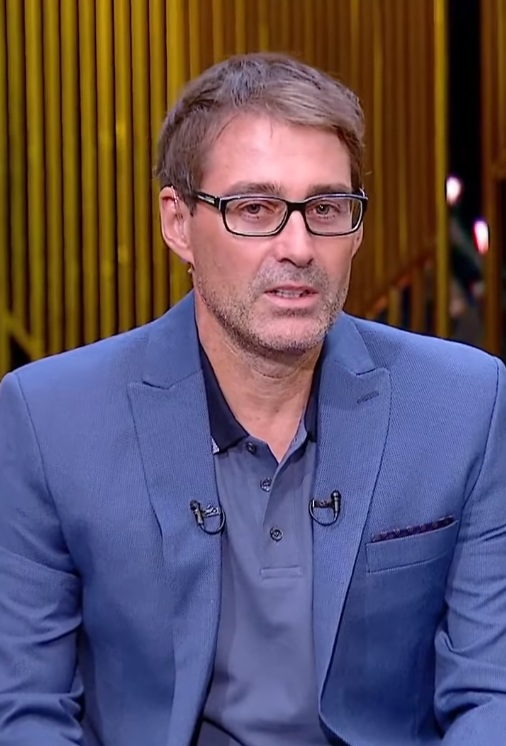
René Weiler 2023–2024

| Nummer | Name                               | Amtszeit             |
| ------ | ---------------------------------- | -------------------- |
| 1      | Teddy Duckworth                    | 1921–1929            |
| 2      | Frido Barth                        | 1929                 |
| 3      | Teddy Duckworth                    | 1929–1931            |
| 4      | Karl Rappan                        | 1931–1935            |
| 5      | Leó Weisz                          | 1935–1936            |
| 6      | Robert Pache                       | 1936–1937            |
| 7      | Otto Höss                          | 1937                 |
| 8      | André Abegglen                     | 1937–1942            |
| 9      | Léo Wionsowski                     | 1942–1943            |
| 10     | Fernand Jaccard                    | 1943–1948            |
| 11     | Karl Rappan                        | 1948–1953            |
| 12     | Albert Châtelain                   | 1953–1954            |
| 13     | Karl Rappan                        | 1954–1957            |
| 14     | Jenő Vincze                        | 1957–1958            |
| 15     | Frank Séchehaye                    | 1958–1959            |
| 16     | Jean Snella                        | 1959–1963            |
| 17     | Lucien Leduc                       | 1963–1966            |
| 18     | Roger Vonlanthen                   | Juli–Okt. 1966       |
| 19     | Béla Guttmann                      | Okt. 1966–März 1967  |
| 20     | Gilbert Dutoit                     | März–Juli 1967       |
| 21     | Jean Snella                        | Juli 1967–Sept. 1971 |
| 22     | Henri Gillet                       | Sept. 1971–Jan. 1972 |
| 23     | Jürgen Sundermann                  | Jan. 1972–Juli 1976  |
| 24     | Péter Pázmándy                     | Jul. 1976–Mai 1982   |
| 25     | Guy Mathez                         | Mai 1982–Juli 1985   |
| 26     | Jean-Marc Guillou                  | Juli 1985–Sept. 1986 |
| 27     | Thierry De Choudens                | Sept. 1986–Jan. 1988 |
| 28     | Jean-Claude Donzé                  | Jan. 1988–Juli 1989  |
| 29     | Péter Pázmándy                     | Juli 1989–März 1990  |
| 30     | Gilbert Gress                      | Juli 1990–Juli 1991  |
| 31     | Jean Thissen                       | Juli–Sept. 1991      |
| 32     | Bernard Mocellin                   | Sept.–Okt.1991       |
| 33     | Michel Renquin                     | Okt. 1991–März 1993  |
| 34     | Ilija Petković                     | März 1993–März 1995  |
| 35     | Bernard Challandes                 | März–Okt. 1995       |
| 36     | Umberto Barberis                   | Okt. 1995–Juli 1996  |
| 37     | Vujadin Boškov                     | Juli 1996–Jan. 1997  |
| 38     | Gérard Castella                    | Juli 1997–Okt. 1999  |
| 39     | Bosko Djurovski                    | Okt.–Nov. 1999       |
| 40     | René Exbrayat                      | Nov. 1999–Juli 2000  |
| 41     | Lucien Favre                       | Juli 2000–Juli 2002  |
| 42     | Roberto Morinini                   | Juli 2002–März 2003  |
| 43     | Adrian Ursea                       | März–Juli 2003       |
| 44     | Marco Schällibaum                  | Juli 2003–Aug. 2004  |
| 45     | Adrian Ursea                       | Aug.–Okt. 2004       |
| 46     | Stefano Ceccaroni                  | Okt. 2004–Jan. 2005  |
| 47     | Jean-Michel Aeby                   | Jan. 2005–Aug. 2008  |
| 48     | Michel Sauthier                    | Aug.–Sept. 2008      |
| 49     | Gérard Castella                    | Sept. 2008–März 2009 |
| 50     | William Niederhauser               | März–Okt. 2009       |
| 51     | João Alves                         | Okt. 2009–Nov. 2011  |
| 52     | João Carlos Pereira                | Nov. 2011–April 2012 |
| 53     | João Alves                         | April–Sept. 2012     |
| 54     | Sébastien Fournier                 | Sept. 2012–Aug. 2013 |
| 55     | Jean-Michel Aeby                   | Aug. 2013–April 2014 |
| 56     | Mario Cantaluppi + José Sinval *   | April–Juni 2014      |
| 57     | Kevin Cooper                       | Juni 2014–Sept. 2015 |
| 58     | William Niederhauser *             | Sept. 2015–Jan. 2016 |
| 59     | Anthony Braizat                    | Jan. 2016-Dez. 2016  |
| 60     | Meho Kodro                         | Dez. 2016-März 2018  |
| 61     | Bojan Dimic *                      | März 2018-Mai 2018   |
| 62     | Alain Geiger                       | Mai 2018-Juni 2023   |
| 63     | René Weiler                        | Juni 2023-Juni 2024  |
| 64     | Thomas Häberli                     | Juni 2024-Aug. 2025  |
| 65     | Alexandre Alphonse* + Bojan Dimic* | Aug. 2025            |
| 66     | Jocelyn Gourvennec                 | seit Aug. 2025       |

## Bekannte ehemalige Spieler von A bis Z

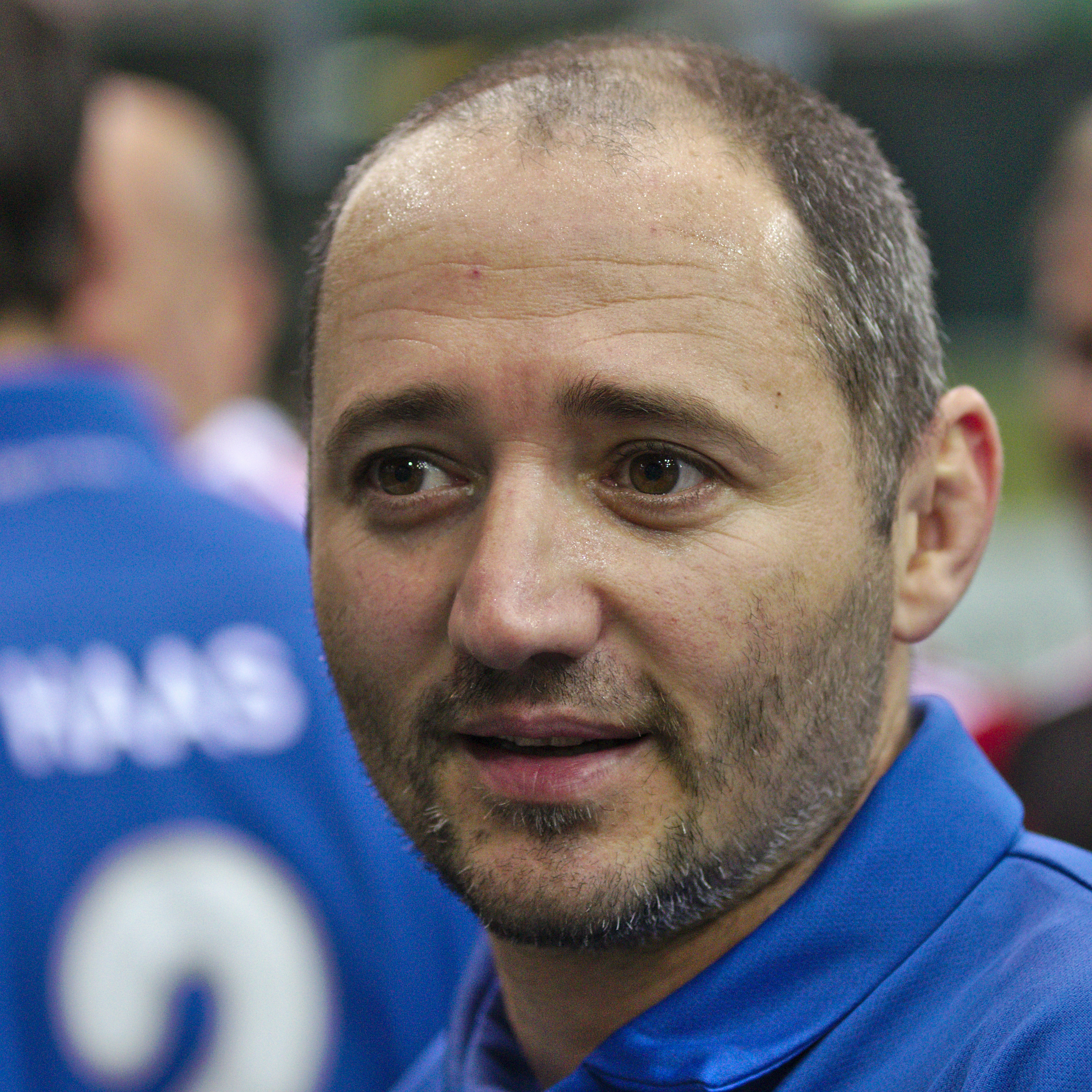
Oliver Neuville

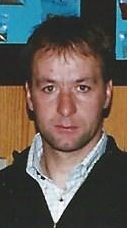
Marco Pascolo

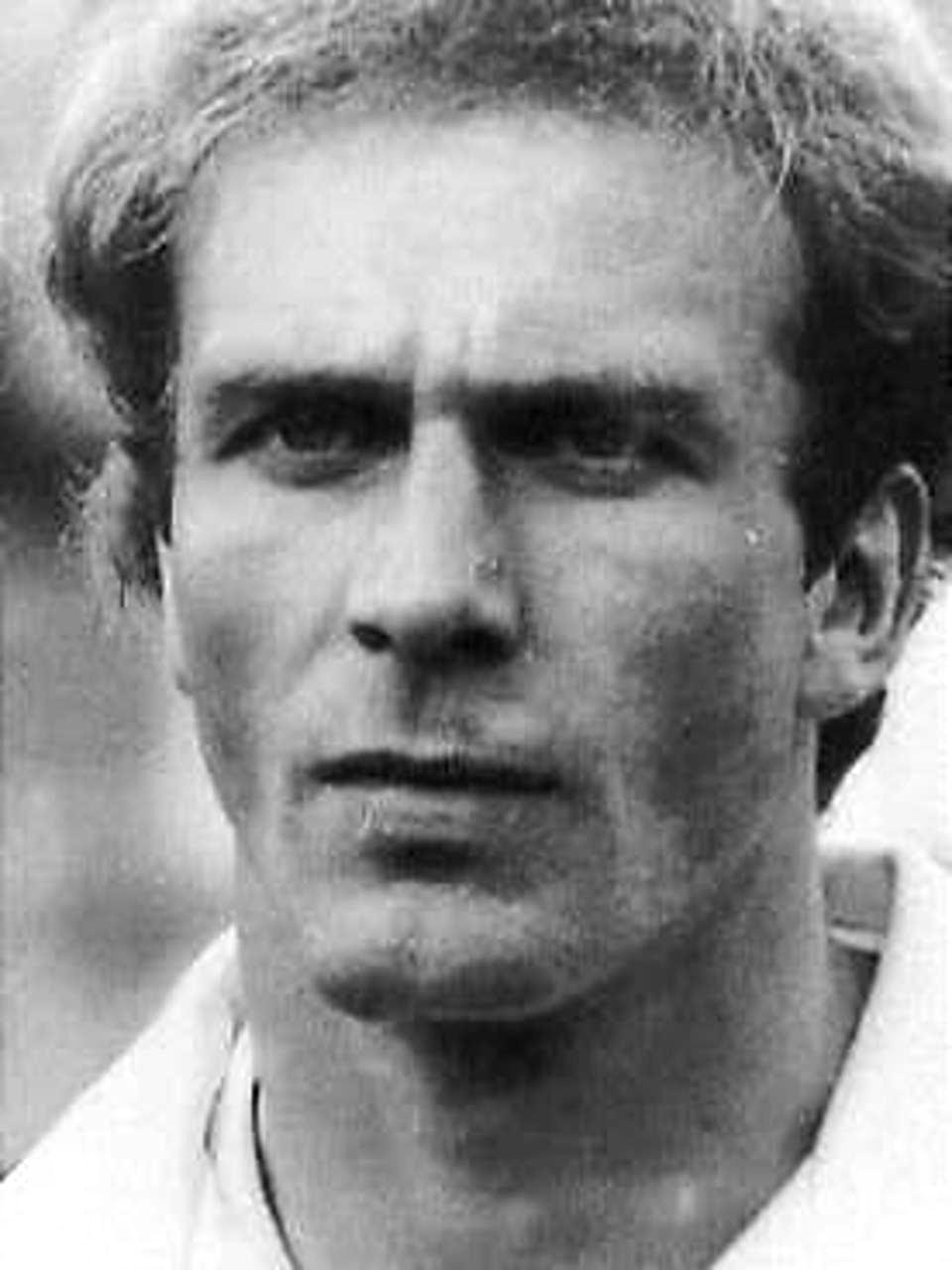
Karl-Heinz Rummenigge

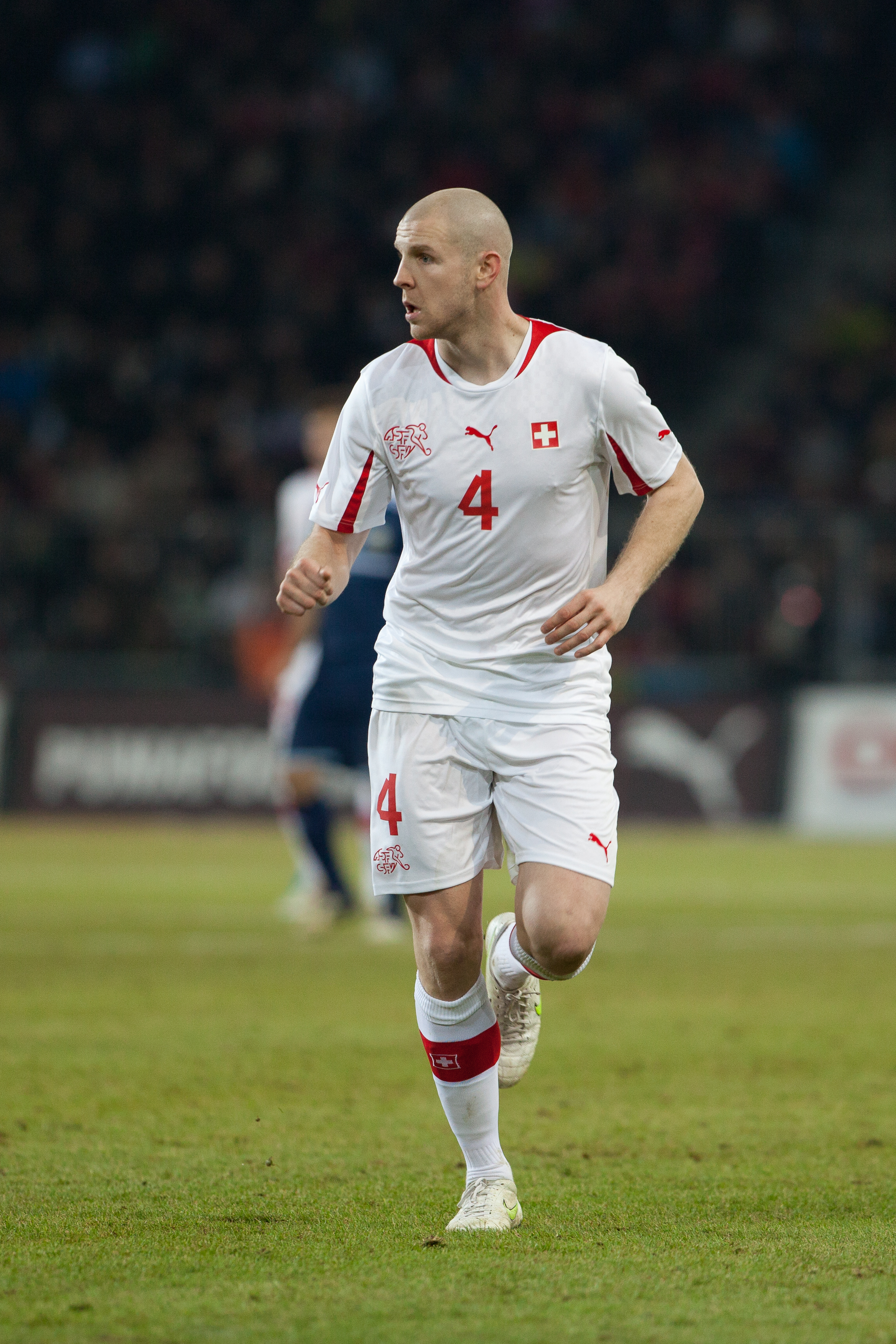
Philippe Senderos

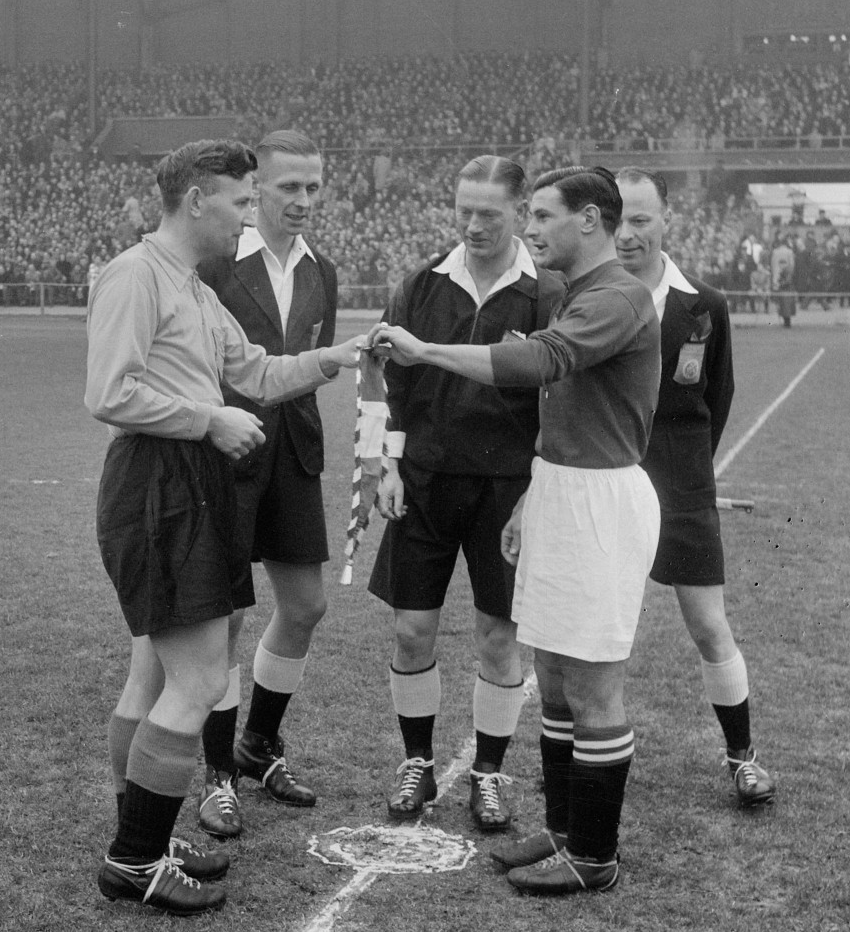
Jacques Fatton (r.)

- André Abegglen  Schweiz
- Georges Aeby  Schweiz
- Sonny Anderson  Brasilien
- Claude Andrey  Schweiz
- Umberto Barberis  Schweiz
- Jacques Barlie  Schweiz
- Christophe Bonvin  Schweiz
- André Bosson  Schweiz
- Erich Burgener  Schweiz
- Arnold Charpilloz  Schweiz
- Martin Chivers  England
- Gaël Clichy  Frankreich  Martinique
- Igor Dobrovolski  Sowjetunion
- Bernd Doerfel  Deutschland
- Karl Engel  Schweiz
- John Eriksen  Dänemark
- Julian Esteban  Schweiz
- Philippe Fargeon  Frankreich
- Jacques Fatton  Schweiz,  Frankreich
- Lucien Favre  Schweiz
- Otto Fehlmann  Schweiz
- Sébastien Fournier  Schweiz
- Alexander Frei  Schweiz
- Alain Geiger  Schweiz
- Bernard Genghini  Frankreich
- André Grobéty  Schweiz
- Albert Guinchard  Schweiz
- Gilbert Guyot  Schweiz
- Piet Hamberg  Niederlande
- Rainer Hasler  Liechtenstein
- Heinz Hermann  Schweiz
- Vitorino Hilton  Brasilien
- Mohamed Kader  Togo
- Christian Karembeu  Frankreich
- Leopold Kielholz  Schweiz
- Oscar Londono  Schweiz
- Johann Lonfat  Schweiz
- Ernest Lörtscher  Schweiz
- Raymond Maffiolo  Schweiz
- Xavier Margairaz  Schweiz
- Severino Minelli  Schweiz
- Jürgen Mohr  Deutschland
- Viorel Moldovan  Rumänien
- Patrick Müller  Schweiz
- Václav Němeček  Tschechien
- Valér Németh  Ungarn
- Oliver Neuville  Deutschland
- Wilson Oruma  Nigeria
- Marco Pascolo  Schweiz
- Lucien "Lulu" Pasteur  Schweiz
- Daniel João Paulo  Brasilien
- Péter Pázmándy  Ungarn
- Martin Petrow  Bulgarien
- Eric Pedat  Schweiz
- Joko Pfister  Schweiz
- Lionel Pizzinat  Schweiz
- Philippe Pottier  Schweiz
- Karl Rappan  Österreich
- Michel Renquin  Belgien
- Karl-Heinz Rummenigge  Deutschland
- Marco Schällibaum  Schweiz
- Marc Schnyder  Schweiz
- Philippe Senderos  Schweiz
- David Sesa  Schweiz
- José Sinval  Brasilien
- Jürgen Sundermann  Deutschland
- Jean Tamini  Schweiz
- Geoffrey Tréand  Frankreich
- Serge Trinchero  Schweiz
- Kubilay Türkyılmaz  Schweiz
- Johan Vonlanthen  Schweiz
- Roger Vonlanthen  Schweiz
- Harut Wardanjan  Armenien
- Fabrizio Zambrella  Schweiz
- Stéphane Ziani  Frankreich

## Servettiens im Schweizer Nationaldress

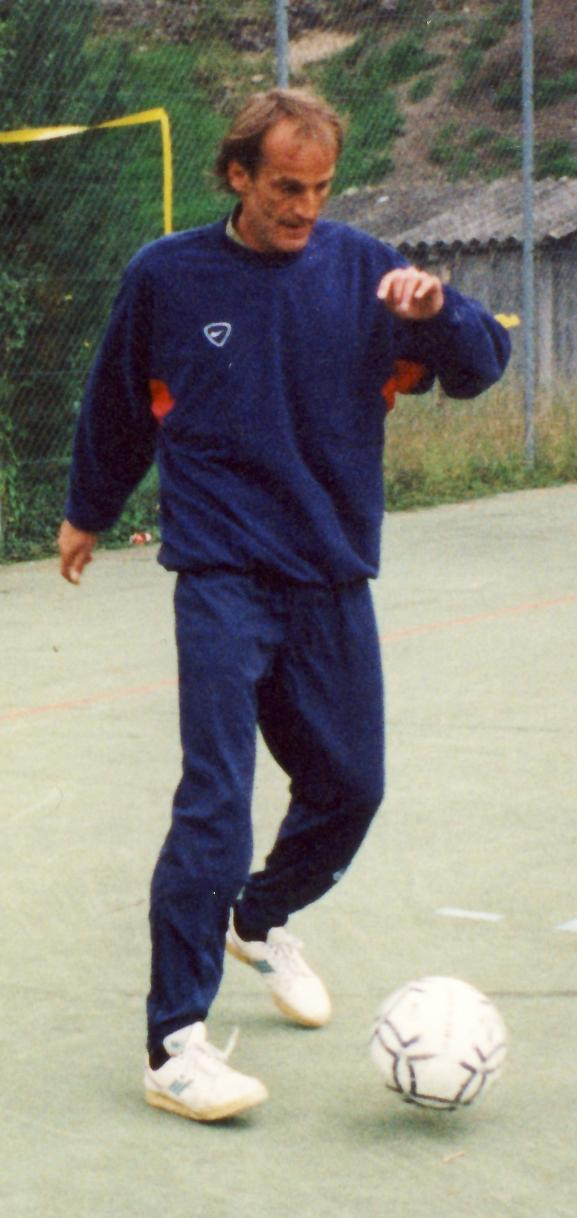
Heinz Hermann

Servette und die Schweizer Fussballnationalmannschaft verbindet eine lange Tradition; Servette-Spieler haben insgesamt 1107 Einsätze (Stand: 14. November 2021) in der A-Nationalmannschaft geleistet, während sie gleichzeitig auch für Servette spielten. Auch auffällig viele Talente haben während ihrer Zeit bei Servette den Schritt in die Nationalmannschaft gemacht. Am meisten Nationalmannschaftsspiele während seiner Zeit beim Servette FC machte Jacques «Jacky» Fatton mit 52 Einsätzen. Auch viele ausländische Spieler spielten in den Nationalteams ihrer Länder. Folgende Servette-Spieler hatten am meisten Einsätze im Nationalteam:
Stand: 28. Mai 2019 / Nur Spieler mit mind. 50 Nationalteameinsätzen.
| Anzahl Spiele* | Name, Vorname      | Nationaljahre |
| -------------- | ------------------ | ------------- |
| 117 (15)       | Heinz Hermann      | 1978–1991     |
| 112 (32)       | Alain Geiger       | 1980–1996     |
| 84 (14)        | Alexander Frei     | 2001–2011     |
| 81 (2)         | Patrick Müller     | 1998–2008     |
| 80 (2)         | Severino Minelli   | 1930–1943     |
| 77 (19)        | Andy Egli          | 1979–1994     |
| 64 (19)        | Erich Burgener     | 1973–1986     |
| 60 (10)        | Kubilay Türkyilmaz | 1988–2001     |
| 56 (22)        | Christophe Ohrel   | 1991–1997     |
| 55 (40)        | Marco Pascolo      | 1992–2001     |
| 54 (37)        | Umberto Barberis   | 1976–1985     |
| 53 (52)        | Jacques Fatton     | 1946–1955     |
| 52 (15)        | André Abegglen     | 1927–1943     |

## Präsidenten

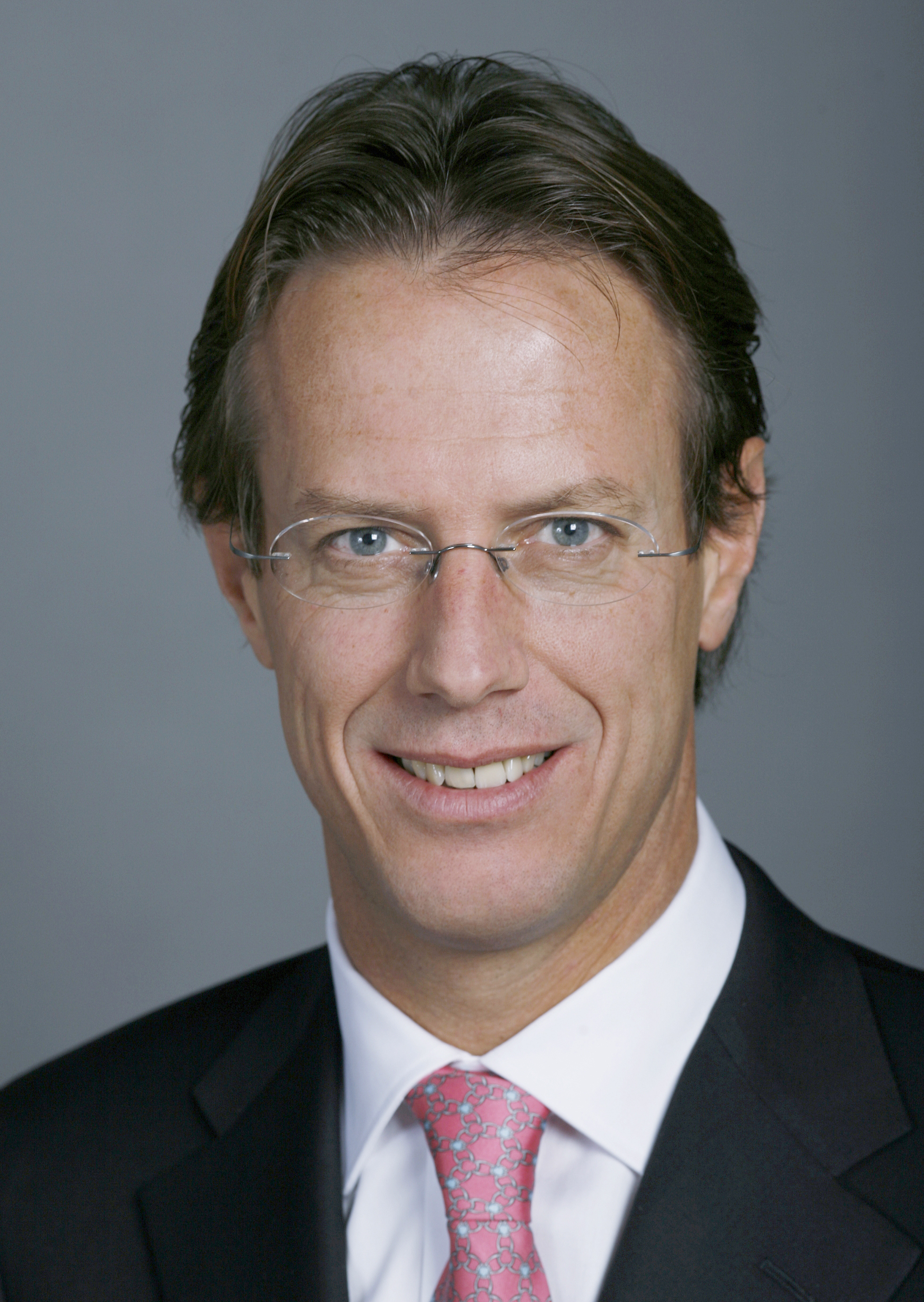
Christian Lüscher 2002–2004

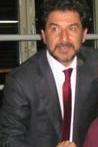
Maijd Pishyar 2008–2012

| Nummer | Name                | Amtszeit  |
| ------ | ------------------- | --------- |
| 1      | Emile Bally         | 1890–1891 |
| 2      | Paul Ackermann      | 1891–1893 |
| 3      | Pierre Lugon        | 1893–1894 |
| 4      | André Perrenoud     | 1894–1895 |
| 5      | John Bévand         | 1895–1897 |
| 6      | Marc Perrenod       | 1897–1900 |
| 7      | Dr. Aimé Schwob     | 1900–1912 |
| 8      | Pierre Carteret     | 1912–1913 |
| 9      | André Vierne        | 1913–1915 |
| 10     | Gabriel Bonnet      | 1915–1927 |
| 11     | Fred Greiner        | 1927–1928 |
| 12     | Fernand Lilla       | 1928–1929 |
| 13     | Paul Addor          | 1929–1931 |
| 14     | Edouard Fulliquet   | 1931–1933 |
| 15     | Maurice Herren      | 1933–1934 |
| 16     | Gabriel Bonnet      | 1934–1935 |
| 17     | Gustave Bétemps     | 1935–1936 |
| 18     | Fred Greiner        | 1936–1946 |
| 19     | André Rosset        | 1946–1950 |
| 20     | Edmond Moreau       | 1950–1951 |
| 21     | Clément Piazzalunga | 1952–1957 |
| 22     | Marcel Righi        | 1957–1969 |
| 23     | Emile Dupont        | 1969–1974 |
| 24     | Roger Cohannier     | 1974–1980 |
| 25     | Carlo Lavizzari     | 1980–1989 |
| 26     | Dominique Warluzel  | 1989–1990 |
| 27     | Richard Ambrosetti  | 1990–1991 |
| 28     | Paul-Annik Weiller  | 1991–1996 |
| 29     | Christian Hervé     | 1997–2000 |
| 30     | Thierry Gilardi     | 2000      |
| 31     | Christian Hervé     | 2000–2001 |
| 32     | Michel Coencas      | 2001–2002 |
| 33     | Oliver Maus         | 2002      |
| 34     | Christian Lüscher   | 2002–2004 |
| 35     | Marc Roger          | 2004–2005 |
| 36     | Francisco Viñas     | 2005–2008 |
| 37     | Majid Pishyar       | 2008–2012 |
| 38     | Hugh Quennec        | 2012–2015 |
| 39     | Didier Fischer      | 2015–2019 |
| 40     | Pascal Besnard      | 2020–2022 |
| 41     | Didier Fischer      | 2022-2023 |
| 42     | Thierry Regenass    | 2023–2024 |
| 43     | Hervé Broch         | 2024-     |

## Ausrüster
Seit der Saison 2022/23 ist Adidas der offizielle Ausrüster des Servette FC. Es wurde ein Dreijahresvertrag mit Adidas unterschrieben. Offizieller Ausrüster ist 11teamsports. Klassischerweise wird das Heimdress der Servettiens stets in Granatrot gehalten, während das Auswärtsdress weiss ist.

## Rivalitäten / Freundschaften

### FC Sion
Die Rivalität zwischen dem FC Sion und dem Servette FC dauert schon sehr lange an. Servette und Sion sind die beiden erfolgreichsten Westschweizer Clubs. Die Fanrivalität zwischen den beiden Vereinen hat sich innerhalb der Jahre auch auf die beiden Clubs ausgelagert, und es entstand eine Vereinsrivalität. Obwohl Lausanne geographisch näher ist, wird hauptsächlich diese Begegnung als das Derby angesehen.

### Lausanne-Sport
Das bekannte Léman-Derby der beiden Genfersee-Vereine Servette FC und Lausanne-Sport bietet ebenfalls des Öfteren viel Brisanz. Der Name Léman-Derby kommt vom Lac Léman, an dem beide Städte liegen. Die Spiele sind Hochrisikospiele; letzter grösserer Zwischenfall waren die Ausschreitungen in Lausanne, nachdem der Servette FC ausgerechnet nach der Niederlage gegen Lausanne-Sport zum ersten Mal sportlich abgestiegen war.

### Freundschaften
Gute Beziehungen bestehen zu Étoile Carouge FC und Stade Nyonnais, mit denen des Öfteren Talente und nicht benötigte Spieler ausgetauscht werden.
Im Juniorenbereich schloss man im Juli 2016 einen Kooperationsvertrag mit dem FC Barcelona ab. Dies um gemeinsam die Entwicklung der Ausbildungscenter zu verbessern und junge Spieler gezielt zu fördern.

## Fans

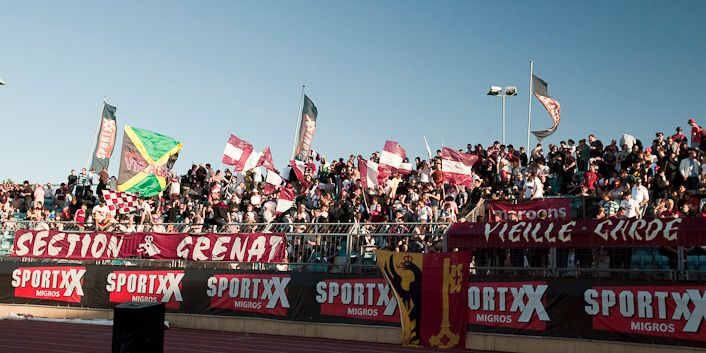
Servette-Fans

Der Servette FC verfügt über sehr viele Fans, die über die gesamte Schweiz verteilt sind. Für einen Verein, der am Ende der französischsprachigen Schweiz liegt, verfügt der Servette FC zudem über viele Deutschschweizer Fans.
Folgende Fangruppierungen sind aktuell aktiv:
Nur Fangruppierungen mit mind. 40 Mitgliedern berücksichtigt.

### Genfer Fanclubs

#### Section Grenat
Seit 1988 folgt die Section Grenat dem Servette FC überall in Europa. Ziel ist, die Mannschaft zu Hause und auswärts zu unterstützen. Die Section Grenat ist der Motor des Kop und organisiert regelmässig Choreos, um die Spieler auf dem Feld zu empfangen. Sie organisiert Carfahrten zu Auswärtsspielen und verkauft Fanartikel, um ihre Investitionen zu finanzieren. Sie verfügt über eine grosse Auswahl an Artikeln, um die Stimmung im Stadion anzuheizen (Fahnen, Plakate, Trommeln, Megaphone). Sie zählt ungefähr 100 Mitglieder.

#### North Fans
Die North Fans wurden mit dem Umzug ins neue Stadion gegründet. Ihr Ziel ist es, Servette aktiv zu unterstützen, eine Alternative zur Section Grenat zu offerieren und Servette auch ausserhalb des Stadions bekannt zu machen. Die North Fans verkaufen ebenfalls Fanartikel, auch hier dienen die Einnahmen der Finanzierung ihrer Aktivitäten. Auch die North Fans organisieren Carfahrten zu Auswärtsspielen. Sie besitzen einige Fahnen und Plakate. Sie zählen ungefähr 60 Mitglieder.

#### Vieille Garde
Die Vieille Garde fasst die über 30-Jährigen zusammen, welche im Charmilles auf der Tribune West und in der Praille auf der Tribüne Nord präsent waren. Ihre Aktivitäten sind sehr stark reduziert worden. Sie sind aber praktisch an jedem Match präsent. Es handelt sich mehr um eine Zusammenfassung von Freunden als um eine Fangruppe. Sie zählt heute ungefähr 40 Mitglieder.

#### Club der 100
Diese Vereinigung ist nicht sehr bekannt. Sie unterstützt den Club finanziell und mit ehrenamtlichem Engagement. Ihre Mitglieder sind nicht alles vermögende Leute; es handelt sich teilweise um einfache Begeisterte, die dem Club anders helfen wollen. Sie besitzen ein Lokal (eine Bar) in den Kulissen der Haupttribüne.

### Deutschschweizer Fanclubs

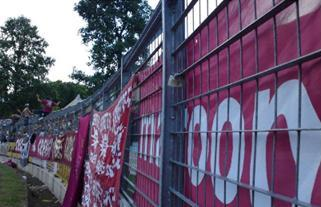
Servette-Fans – Transparente

#### Maroons
Die Maroons wurden im Jahr 2002 von ehemaligen Mitgliedern des Fanclubs Deutschschweiz ’86 gegründet. Man trifft die «Marooner» nicht nur in der Deutschschweiz, sondern auch an jedem Spiel in Genf. Meistens reisen sie mit der Bahn an die Spiele. Manchmal werden Car- oder Busreisen organisiert. Sie haben den Fanclub Deutschschweiz ’86 abgelöst, bei dem sich die Aktivitäten in den letzten Jahren sehr reduziert haben. Sie zählen heute ungefähr 100 Mitglieder.

#### Servette Fan Club Deutschschweiz ’86
Eine Deutschschweizer Gruppe, die an den Matches in der Deutschschweiz, aber auch in Genf präsent ist. Sie besteht seit 1986. Ihr Ziel ist, es den Servette-Fans aus der Deutschschweiz zu ermöglichen, Servette-Spiele zu besuchen. Dieser Fanclub organisiert Carfahrten ab St. Gallen mit Halt in diversen Deutschschweizer Orten. Sie verkaufen ebenfalls Fanartikel (Kleber, Aufnäher etc.), um ihre Aktivitäten finanzieren zu können. Nachdem sie bis zu 150 Mitglieder umfasst hatten, sind es heute nur noch ca. 50. Die Aktivität hat in den letzten Jahren stark abgenommen.

## Weitere Teams

### Frauenmannschaft
Auf die Saison 2017/18 übernahm der Servette FC die bereits bestehende Frauenmannschaft des FF Chênois Genève und führt die Mannschaft seither unter dem Namen Servette Football Club Chênois Féminin (kurz SFCCF). Die Mannschaft spielt in der Nationalliga A. Weiter sind dem Verein auch mehrere Juniorenmannschaften angegliedert.

### M-21
Die zweite Mannschaft des Servette FC, der Servette FC M-21, spielt derzeit in der drittklassigen Promotion League. Die zweite Mannschaft ist wie die erste rechtlich in die Servette Football Club 1890 SA eingegliedert.
| Nummer       | Spieler               | Nationalität                            | Jahrgang |          |
| Torhüter     | Torhüter              | Torhüter                                | Torhüter | Torhüter |
| ------------ | --------------------- | --------------------------------------- | -------- | -------- |
| 1            | Marwan Aubert         | Schweiz Marokko                         | 2006     |          |
| 18           | Jules Tomas           | Schweiz                                 | 2005     |          |
| -            | Marcel Lapierre       | Schweiz                                 | 2006     |          |
| Verteidigung |                       |                                         |          |          |
| 2            | Luca Scandurra        | Schweiz                                 | 2005     |          |
| 2            | Rayan Ouchard         | Schweiz Marokko                         | 2005     |          |
| 4            | Sofyane Bouzamoucha * | Frankreich Tunesien                     | 2000     |          |
| 4            | Samuel Fankhauser     | Schweiz                                 | 2004     |          |
| 5            | Téo Allix             | Frankreich                              | 2004     |          |
| 15           | Romain Gaud           | Schweiz                                 | 2006     |          |
| 19           | Leart Zuka            | Schweiz                                 | 2005     |          |
| 23           | Romeo Philippin       | Schweiz Bolivien                        | 2007     |          |
| 24           | Claude Jacquet        | Frankreich                              | 1998     |          |
| -            | Christopher Routis    | Schweiz                                 | 1990     |          |
| -            | Nikita Vlasenko       | Schweiz                                 | 2001     |          |
| -            | Loun Srdanovic        | Schweiz                                 | 2006     |          |
| Mittelfeld   |                       |                                         |          |          |
| 6            | Maxim Leclerq         | Schweiz                                 | 2005     |          |
| 8            | Ardonit Selimi        | Schweiz Albanien                        | 2005     |          |
| 8            | Adriatik Salihi       | Schweiz Kosovo                          | 2005     |          |
| 14           | Lucas Vilar Rodrigues | Portugal                                | 2005     |          |
| 17           | Patrick Weber         | Schweiz Brasilien                       | 2004     |          |
| 19           | Fred Annor-Mensah     | Schweiz Ghana                           | 2004     |          |
| 21           | Rayan Benammar *      | Frankreich Algerien                     | 2005     |          |
| -            | Rafidine Abdullah     | Komoren Frankreich                      | 1994     |          |
| -            | Max Veloso            | Schweiz Portugal                        | 1992     |          |
| -            | Vasco Tritten         | Schweiz                                 | 2005     |          |
| -            | Ryan Guillaume        | Schweiz                                 | 2003     |          |
| Stürmer      |                       |                                         |          |          |
| 7            | Tiemoko Ouattara *    | Schweiz Elfenbeinküste                  | 2001     |          |
| 9            | Usman Simbakoli *     | Zentralafrikanische Republik Frankreich | 2001     |          |
| 9            | Alexandre Patricio    | Schweiz Portugal                        | 2004     |          |
| 10           | Ousseynou Sene        | Schweiz                                 | 2002     |          |
| 11           | Ilann Petrisot        | Frankreich Demokratische Republik Kongo | 2004     |          |
| 20           | Keenan Carole         | Frankreich                              | 2004     |          |
| -            | Hugo Rodriguez        | Spanien                                 | 2003     |          |

Stand: 18. September 2024

### Weitere Juniorenteams
Servette arbeitet in der Juniorenabteilung eng mit anderen Genfer Vereinen (wie z. B. dem Étoile Carouge FC) zusammen. Folgende Juniorenmannschaften werden derzeit bei Servette geführt:
- M-19 Elite Servette FC
- M-17 Elite Servette FC
- M-16 Elite Servette FC
- M-15 Servette FC
- M-15 Partenariat Genève
- FE-14 (9/9) Servette FC
- FE-14 Partenariat Genève
- FE-13 Servette FC
- FE-13 Partenariat Genève
- Junioren D/7 Servette FC
- FE-12 Servette FC
- Junioren E Servette FC 1
- Junioren E Servette FC 2

Die M-Mannschaften, gleichbedeutend mit U-Mannschaften auf Deutsch, spielen in den entsprechenden U-Ligen. Die Junioren E spielen in den normalen Genfer Juniorenligen mit. Die Juniorenmannschaften sind in die rechtlich eigenständige Organisation «Association du Servette FC» eingegliedert.

## Andere Sportarten
Aus dem Servette FC wurden auch noch andere Sportgruppen gebildet:

### BC Servette Genève
Der BC Servette Genève war ein erfolgreicher Schweizer Basketballverein zwischen den Jahren 1930 und 1940. Er wurde viermal Schweizer Meister (1934–37) und viermal Schweizer Cupsieger (1933, 1936, 1941 und 1955). Er existiert heute nicht mehr.

### Genève-Servette HC
Auch der Eishockeyclub ging aus dem Fussballclub Servette hervor und spielt in der National League. Der Genève-Servette HC gehört wie der Fussballclub zur Fondation 1890, der Stiftung des 1960 verstorbenen Rolex-Gründers Hans Wilsdorf.

### Servette Rugby Club de Genève
Die Gründungssportart Rugby Union wird ebenfalls wieder seit 2014 ausgeführt. Jedoch ist der Servette RC dem französischen Verband angegliedert, wo man bisher in 9 von 10 Saisons aufsteigen konnte.

### Servette Genève eSports
Von Frühling 2018 bis Sommer 2020 stellte Servette ein erfolgreiches Team im Computerspiel: Rocket League. Weitere Teams wurden auch in anderen Spielen gegründet. Das Projekt wurde im Sommer 2020 während der Corona-Pandemie beendet.